# Gedenkstätte der Sozialisten

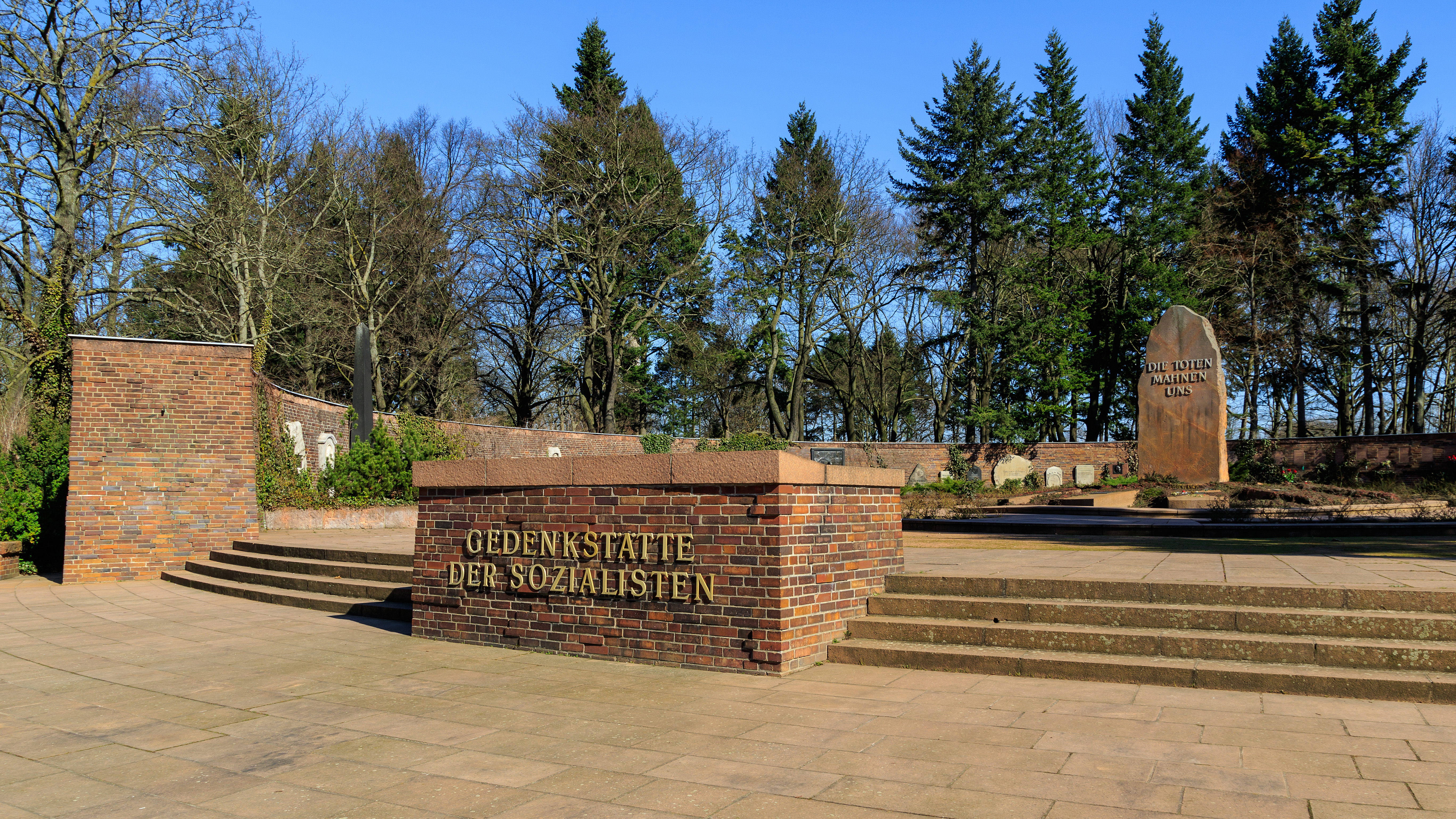
Gedenkstätte der Sozialisten, eingeweiht 1951

Die Gedenkstätte der Sozialisten ist eine Grab- und Gedenkstätte innerhalb des Zentralfriedhofs Friedrichsfelde in Berlin. Die 1951 offiziell eingeweihte Anlage diente zusammen mit der angrenzenden Gräberanlage Pergolenweg zu Zeiten der DDR als Ehrenfriedhof für Personen, die sich um die sozialistische Idee verdient gemacht hatten. Sie schließt an die Tradition des Friedhofs Friedrichsfelde als Begräbnisstätte der Arbeiterbewegung an, die im späten 19. Jahrhundert begann.

## Geschichte der Gedenkstätte und ihrer Vorläufer

### Friedrichsfelde wird zumSozialistenfriedhof

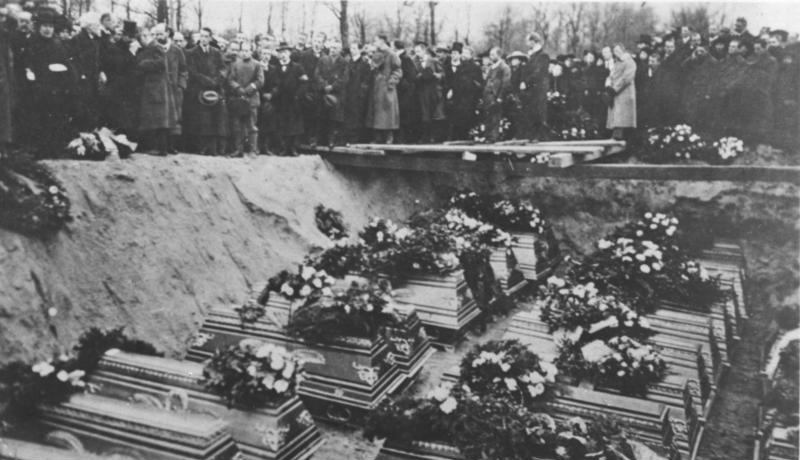
Beerdigung der Revolutionsopfer 1919

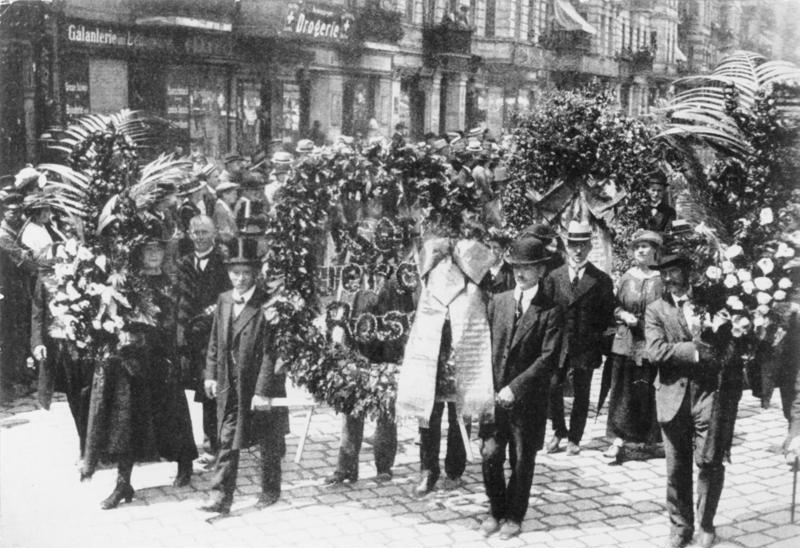
13. Juni 1919: Trauerzug zur Beisetzung von Rosa Luxemburg

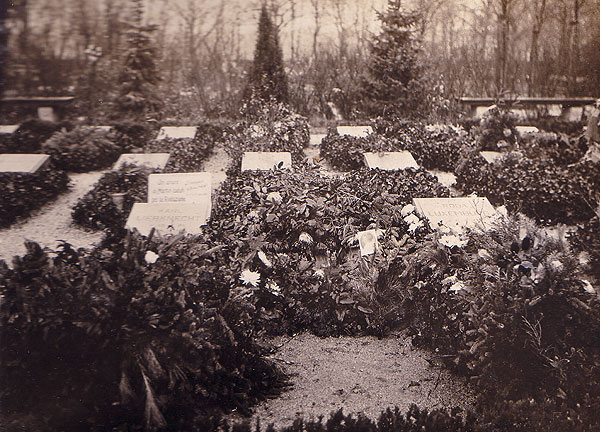
Grabstätte von Karl Liebknecht und Rosa Luxemburg, 1919

Als der Zentralfriedhof Friedrichsfelde 1881 eröffnet wurde, waren hier erstmals für Berlin auch Armenbegräbnisse möglich, weil die Stadt die Kosten übernahm. Im August 1900 wurde der Central-Friedhof Friedrichsfelde in ganz Deutschland bekannt, als der SPD-Gründer Wilhelm Liebknecht hier beerdigt wurde. Bei seiner Beisetzung bildeten rund 150.000 Personen einen Trauerzug von Charlottenburg nach Friedrichsfelde. Weil später auch Paul Singer, Ignaz Auer, Emma Ihrer und weitere Sozialdemokraten dort bestattet wurden, erhielt der Friedhof bald den Beinamen Sozialistenfriedhof. Die unmittelbar am Haupteingang eingerichtete Grabstätte der meisten dieser Personen befand sich auf einem leichten Hügel, der umgangssprachlich bei den politischen Anhängern auch Feldherrnhügel genannt wurde.
Der Berliner Magistrat hatte die Beisetzung aller 33 Opfer des Spartakusaufstandes (5. bis 12. Januar 1919), darunter der getötete KPD-Gründer Karl Liebknecht, auf dem Friedhof der Märzgefallenen nicht genehmigt, weswegen am 25. Januar 1919 nach einer Massendemonstration durch die Berliner Innenstadt und einer Großkundgebung auf dem Zentralfriedhof Friedrichsfelde die Getöteten in einem Massengrab beigesetzt wurden. Einige Tage später bettete man weitere inzwischen identifizierte tote Revolutionäre hier zur Ruhe, darunter Leo Jogiches. Dieser war ein Freund der ebenfalls getöteten Rosa Luxemburg, deren Leiche zunächst nicht auffindbar war. Eine am 31. Mai 1919 aus dem Landwehrkanal geborgene Frauenleiche wurde am 5. Juni als diejenige Luxemburgs identifiziert und am 12. Juni 1919 im Gräberfeld der Toten des Spartakusaufstandes beigesetzt. Die Berliner Arbeiterschaft erschien dazu zahlreich zu einem Trauerzug durch die östlichen Berliner Bezirke.

### Revolutionsdenkmal von 1926

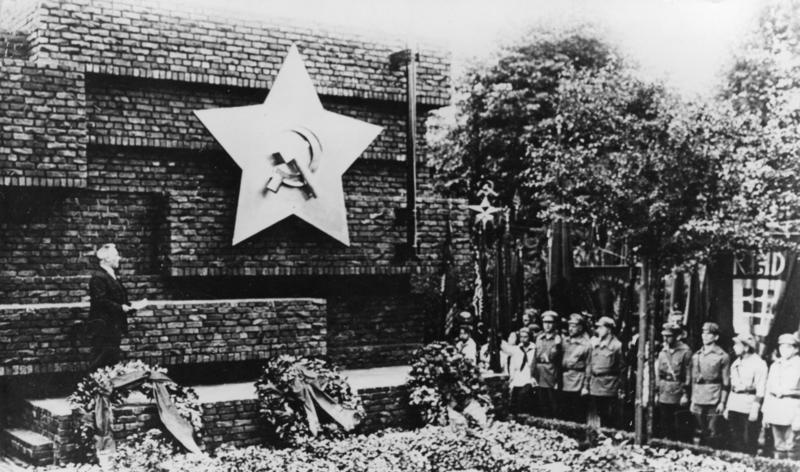
Einweihung des Revolutionsdenkmals nach einem Entwurf von Mies van der Rohe durch Wilhelm Pieck im Juni 1926

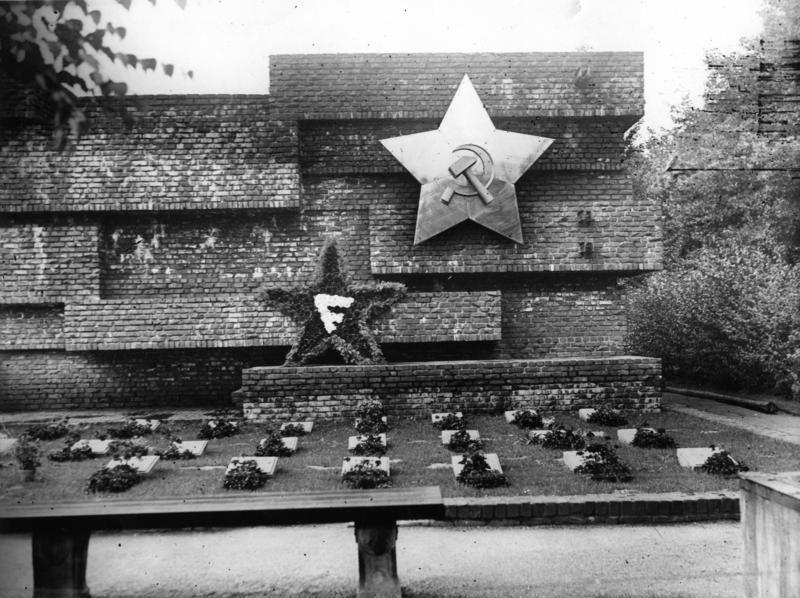
Revolutionsdenkmal (1926)

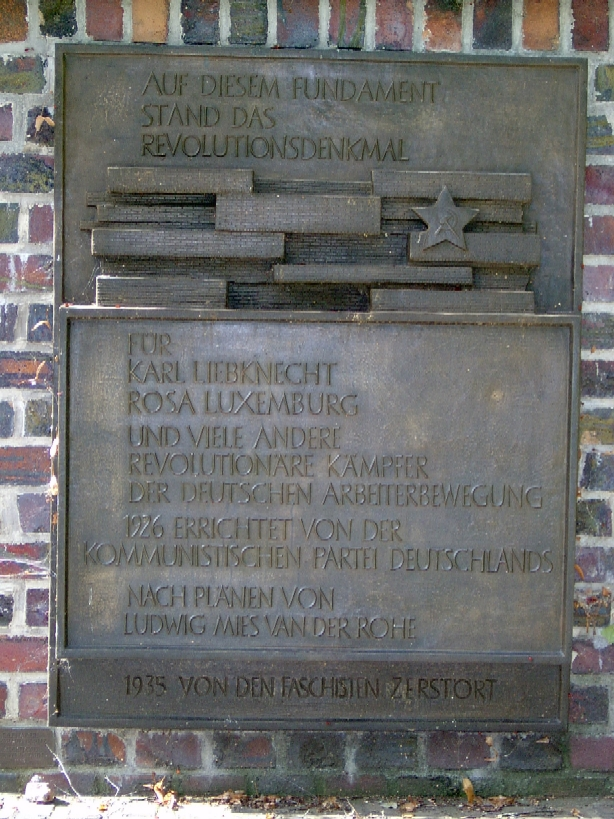
Gedenktafel (1982) für das abgerissene Revolutionsdenkmal

Zur Erinnerung an die 1919 getöteten KPD-Führer sowie die Opfer der Reichstagsunruhen von 1920 und einige weitere später gestorbene Revolutionäre aus der Arbeiterbewegung sollte auf dem Zentralfriedhof Friedrichsfelde ein Revolutionsdenkmal errichtet werden. Dieser Plan wurde von einem eigenen Denkmalkomitee verfolgt, das sich auf Initiative von Wilhelm Pieck gebildet hatte. Am 15. Juni 1924 erfolgte die feierliche Grundsteinlegung.
Allerdings gab es noch keine klaren Vorstellungen über das Aussehen und vor allem die Finanzierung eines Denkmals. Alle Anhänger der Kommunisten wurden 1925 im Zusammenhang mit der Abhaltung eines Parteitages zu Vorschlägen aufgerufen. Als Grundidee konnte ein Entwurf von Auguste Rodin präsentiert werden, der den Namen Die Empörung trug und eine Bronzestatue (Genie de la Guerre) vor einer Mauer darstellte. Die Mauer diente als Symbol sowohl für die Niederschlagung der Pariser Kommune 1871 als auch für die Verbundenheit mit der Sowjetunion und den an der Kremlmauer bestatteten Revolutionären. Das Denkmal wurde in dieser Form dann nicht verwirklicht. Stattdessen entwarf Ludwig Mies van der Rohe im Auftrag des Kunstmäzens und KPD-Funktionärs Eduard Fuchs ein Denkmal für Karl Liebknecht und Rosa Luxemburg bzw. das Revolutionsdenkmal mit dem wesentlichen Element einer Wand aus vorspringenden und zurückgesetzten Hartbrandziegeln. Mies van der Rohe, dessen Vater schließlich Steinsetzer war, erklärte später (auch gegenüber dem McCarthy-Ausschuss), dass Fuchs ihn um den Auftrag gebeten habe, nachdem Mies einen existierenden Denkmalsentwurf als den Revolutionären unpassendes „Bankiersdenkmal“ bezeichnet hatte.
Am Entwurf und später der Bauausführung beteiligt war zudem der Bildhauer Herbert Garbe.
Arbeiter der Bauhütte Berlin errichteten das Denkmal im Frühjahr 1926, das am 13. Juni 1926 – noch unfertig, weil das gesammelte Geld nicht ausgereicht hatte – enthüllt wurde. In den folgenden Wochen konnte der schlichte Klinkerbau am Ort der Grundsteinlegung fertiggestellt und am 11. Juli 1926 endgültig feierlich eingeweiht werden. Die Kommunisten Ernst Meyer, Paul Schwenk und Paul Scholze sowie das Mitglied des Sozialistischen Bunds Georg Ledebour hielten bei der Einweihung Ansprachen. Bis 1933 fanden auf dem Friedhof beim Revolutionsdenkmal jährlich Aufmärsche und Gedenkfeiern zu Ehren von Lenin, Liebknecht und Luxemburg (als „LLL-Wochen“ bezeichnet) statt. Im Februar 1933 begannen Nationalsozialisten mit der Zerstörung des Mahnmals, indem der fünfzackige Stern und die Fahnenstange abgerissen wurden. Anfang des Jahres 1935 ließen die Machthaber den Bau bis auf sein Fundament abtragen und die Gräber einebnen.
Nach dem Ende des Zweiten Weltkrieges wurde das zerstörte Revolutionsdenkmal nicht wiederhergestellt. Die Tradition der Gedenkmärsche und der Kundgebung wurden jedoch wiederbelebt, wozu 1946 der Bau Mies van der Rohes provisorisch nachgebildet wurde.
Wiederholt gab es Initiativen, das zerstörte Mahnmal von 1926 bis 1935 dauerhaft zu rekonstruieren. Eine 1968 in West-Berlin gegründete Liebknecht-Luxemburg-Gesellschaft versuchte einige Zeit, das van-der-Rohe Mahnmal im Tiergarten neu errichten zu lassen. Zahlreiche Unterstützer wie die Sozialdemokraten Kurt Neubauer, Walter Sickert und Geisteswissenschaftler wie Wolfgang Abendroth, Ernst Bloch oder Walter Jens schafften es jedoch nicht, eine Finanzierung zu erreichen. Auch hatte der Architekt seine Zustimmung verweigert. So wurde diese Idee nicht verwirklicht.
Im Jahr 1982 wurde auf seinem ursprünglichen Standort eine Tafel nach Entwürfen von Günter Stahn (Architekt) und Gerhard Thieme (Bildhauer) aufgestellt mit der Inschrift: „Auf diesem Fundament stand das Revolutionsdenkmal für Karl Liebknecht, Rosa Luxemburg und viele andere revolutionäre Kämpfer der deutschen Arbeiterbewegung. 1926 errichtet von der Kommunistischen Partei Deutschlands nach Plänen von Ludwig Mies van der Rohe.“ Dieses Erinnerungsmal befindet sich in der Berliner Denkmalliste.
Im Jahr 2004 fand aus Anlass des 80. Jahrestages der Grundsteinlegung ein Symposium zu Fragen der Entwurfs- und Zerstörungsgeschichte des Revolutionsdenkmals statt. Dabei wurden auch die Beziehung von Mies van der Rohe zur kommunistischen Arbeiterbewegung, die Archiv- und Aktenlage zum Denkmal und allgemeine Fragen der Erinnerungskultur erörtert.
Jedes Jahr seit der Tötung der beiden Revolutionsführer Liebknecht und Luxemburg findet am zweiten Sonntag im Januar der Gedenktag der Sozialisten statt. Hierbei werden Kränze, am meisten jedoch rote Nelken an den Gräbern der Sozialisten niedergelegt. Der Tag diente in der DDR gleichzeitig als Großdemonstration für und durch die DDR-Staatsführung.

### Neue Gedenkstätte von 1951

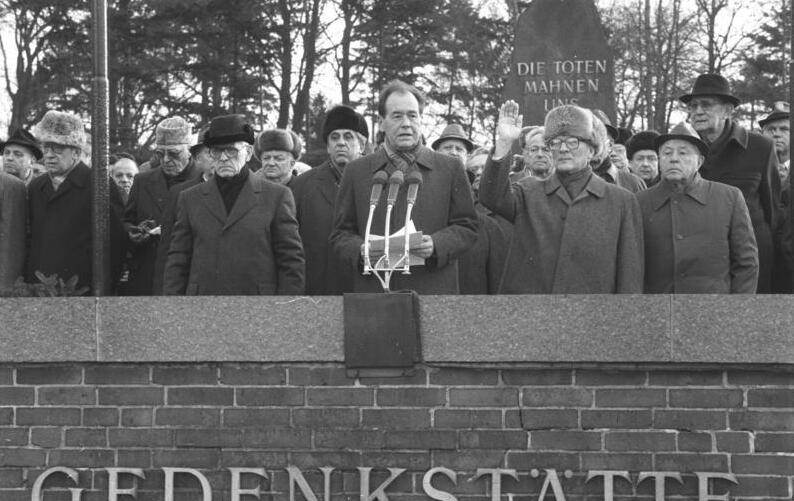
(von rechts nach links): Erich Mielke, Erich Honecker, Joachim Herrmann (Redner), Egon Krenz (zweite Reihe), Willi Stoph am 15. Januar 1989 bei der Gedenkfeier zum 70. Jahrestag der Ermordung von Karl Liebknecht und Rosa Luxemburg in Berlin-Friedrichsfelde

Anstatt das zerstörte Revolutionsdenkmal von 1926 nach dem Ende des Zweiten Weltkrieges in seiner alten Form wiederherzustellen, organisierte der Ost-Berliner Magistrat 1947 einen Ideenwettbewerb zu einer völligen Neugestaltung der Anlage. Unter anderem beteiligte sich die Gartenarchitektin Herta Hammerbacher daran. Den ersten Preis bekam eine Arbeitsgruppe bestehend aus dem Gartengestalter Walter Rossow, dem Architekten Ludwig und dem Bildhauer Gustav Seitz zugesprochen. Am 26. Mai 1948 beschloss der Magistrat den Bau einer Erinnerungsstätte für die „Großen Sozialisten“. Im September 1949 erteilte der Magistrat dann den Auftrag zum Bau einer gemeinsamen Gedenkstätte für Sozialdemokraten und Kommunisten im vorderen Teil des Zentralfriedhofs Friedrichsfelde. Die Anlage wurde nun aber nach Entwürfen der Architekten Hans Mucke und Richard Jenner sowie des Gartenarchitekten Reinhold Lingner ausgeführt. Zur Baufeldfreimachung wurde das Mausoleum der jüdischstämmigen Bankiersfamilie von Bleichröder geschleift. Die damaligen Grabplastiken von Hans Latt sind seitdem verschollen. Die Umgestaltungsarbeiten einschließlich der Umbettung der Särge erfolgten ab 1950 unter Leitung des Stadtrats Arnold Munter. Bei den Bauarbeiten wurden auch ältere Grabplatten, Grabsteine und Stelen von prominenten Sozialdemokraten und Kommunisten aus der Zeit der Monarchie und der Weimarer Republik an den Standort der neuen Gedenkstätte umgesetzt. Ebenfalls 1950 beschloss das Politbüro der SED, weitere Persönlichkeiten der Arbeiterbewegung in der Gedenkstätte zu bestatten. Dies sollte in Form von Urnen geschehen, die entweder in der Ringmauer der Gedenkstätte selbst oder in der daran anschließenden Grabanlage Pergolenweg beigesetzt werden sollten.
Am 14. Januar 1951 wurde die neue Anlage unter Anwesenheit von führenden Politikern der DDR wie Wilhelm Pieck, Friedrich Ebert junior und Erich Honecker in ihrer heutigen Form unter dem Namen Gedenkstätte der Sozialisten eingeweiht. Bis zur Wende und friedliche Revolution in der DDR dienten diese Gedenkstätte und die Grabanlage Pergolenweg dann als Ehrenfriedhof der DDR. Die Entscheidung, wer hier ein Ehrengrab erhalten sollte, behielt sich bis 1989 das Politbüro der SED vor. Die Auswahl der solcherart Geehrten spiegelt deshalb in besonderem Maße die Geschichte der DDR wider: fast alle zwischen 1951 und 1989 verstorbenen Bewohner der Waldsiedlung Wandlitz sowie die meisten Mitglieder und Kandidaten des Politbüros wurden hier bestattet.

### Geschichte seit dem Ende der DDR
Seit der deutschen Wiedervereinigung im Jahr 1990 werden in der Gedenkstätte der Sozialisten keine neuen Gräber mehr vergeben. In der Grabanlage Pergolenweg können jedoch weiterhin die Urnen von Familienangehörigen jener Personen beigesetzt werden, die bereits vor 1989 dort bestattet wurden.
Die in der Weimarer Republik alljährlich abgehaltenen und zur Zeit der DDR wieder aufgenommenen Liebknecht-Luxemburg-Demonstrationen an der Gedenkstätte werden seit 1990 von einem Bündnis verschiedener linksgerichteter Gruppen, Parteien und Einzelpersonen fortgesetzt.
Im Jahr 2005 war der Bezirk Lichtenberg kurz davor, die Gedenkstätte zu sperren. Durch die unterirdische Warmluftheizung hatten sich die großen Steinplatten gravierend verschoben. Der 2000 gegründete Förderkreis Erinnerungsstätte der Deutschen Arbeiterbewegung Berlin-Friedrichsfelde schaffte es, Geld für die Sanierung zu organisieren und den Friedhof zudem mit einem Wegeleitsystem und Erläuterungstafeln auszustatten.

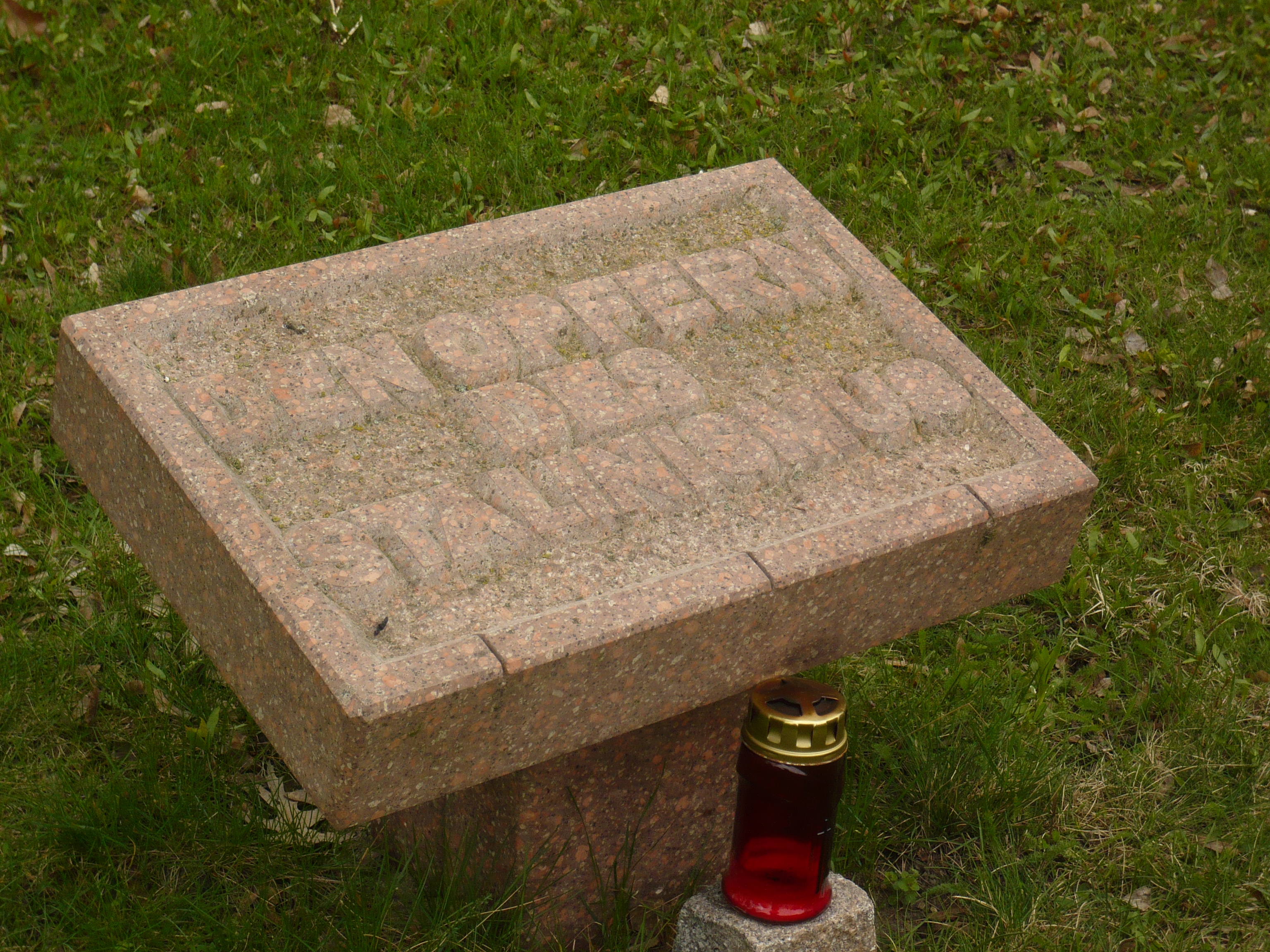
Gedenkstein für die Opfer des Stalinismus
Am 11. Dezember 2006 wurde neben der „Gedenkstätte der Sozialisten“ ein Gedenkstein mit der Aufschrift „Den Opfern des Stalinismus“ aufgestellt, der den Gedenkkanon um die während des stalinistischen Terrors getöteten, inhaftierten oder an die Nationalsozialisten ausgelieferten Sozialisten und Kommunisten erweitern soll. Der Stein wurde vom Präsidenten des Berliner Abgeordnetenhauses Walter Momper und der PDS-Bezirksbürgermeisterin von Berlin-Lichtenberg Christina Emmrich eingeweiht. Momper bezeichnete den Stein als notwendige Ergänzung, der explizit kein Gegenstück zur sonstigen Gedenkstätte ist. Er fügte hinzu, dass der Stein „keine Einschränkungen oder Ausgrenzungen“ kenne: „Die Inschrift ‚Den Opfern des Stalinismus‘ umfasst alle Opfer. Und so soll es auch durchaus sein. Denn man kann nicht nur einzelner Opfergruppen gedenken und andere außen vor lassen.“ Emmrich verband den Stein mit der Geschichte ihrer Partei, insbesondere mit dem Bruch mit dem „Stalinismus als System“ der SED-PDS im Winter 1989. Der Gedenkstein war vor allem in der Kommunistischen Plattform der PDS, die als größte Fraktion in der Lichtenberger Bezirksverordnetenfraktion politisch für die Aufstellung verantwortlich war, aus verschiedenen Gründen umstritten. Finanziert und aufgestellt wurde der Stein vom „Förderkreis Erinnerungsstätte der deutschen Arbeiterbewegung“. Während der Demonstrationen wurde der Stein öfters bespuckt und geschändet.

## Architektur und Aufbau der Gedenkstätte

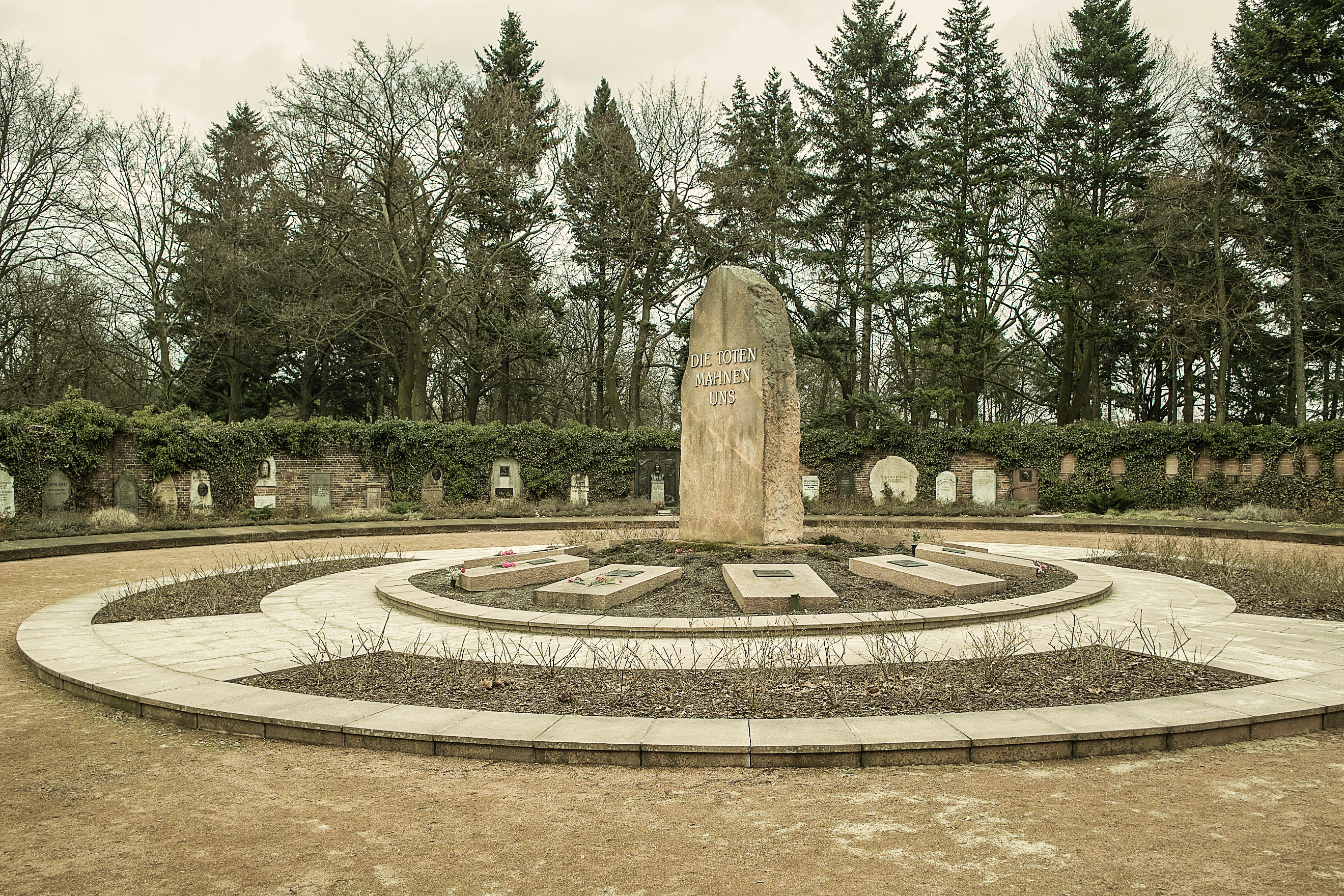
Mittelrondell der Gedenkstätte mit Stele aus Naturstein

### Lage und Ergänzungen
Die 1951 eingeweihte Gedenkstätte befindet sich unmittelbar rechts vom Haupteingang des Friedhofs hinter einem großen geschotterten Platz. Die Anlage ist kreisrund, ihr Durchmesser beträgt etwa 25 Meter. Ihre äußere Begrenzung bildet eine vier Meter hohe Klinkermauer, während der zentrale Punkt der Gedenkstätte von einer etwa vier Meter hohen Stele aus Rochlitzer Porphyr mit der Inschrift „Die Toten mahnen uns“ gebildet wird. 
Im Mittelrondell um diese Stele ließ das Politbüro der SED die Gedenkplatten für zehn besonders bedeutende Personen aus der Arbeiterbewegung anbringen. Die um das Denkmal laufende Ringmauer aus Klinkern enthält an der Innenseite ältere Grabplatten, Grabsteine und Stelen von prominenten Sozialdemokraten und Kommunisten aus der Zeit der Monarchie und der Weimarer Republik, die bei der Neuerrichtung der Gedenkstätte ab 1950 hierher übertragen wurden. Außerdem befinden sich in dieser Mauer die Urnen zahlreicher weiterer Persönlichkeiten, wobei hier Kurt Fischer 1951 als Erster beigesetzt wurde.
1976 wurden je zwei Klinkermauersegmente mit Urnennischen rechts und links vor die Ringanlage gesetzt.

### Gräber und Denkmäler im Mittelrondell
- Siehe die Liste der Gräber und Denkmäler im Mittelrondell (Nrn. 1–10)

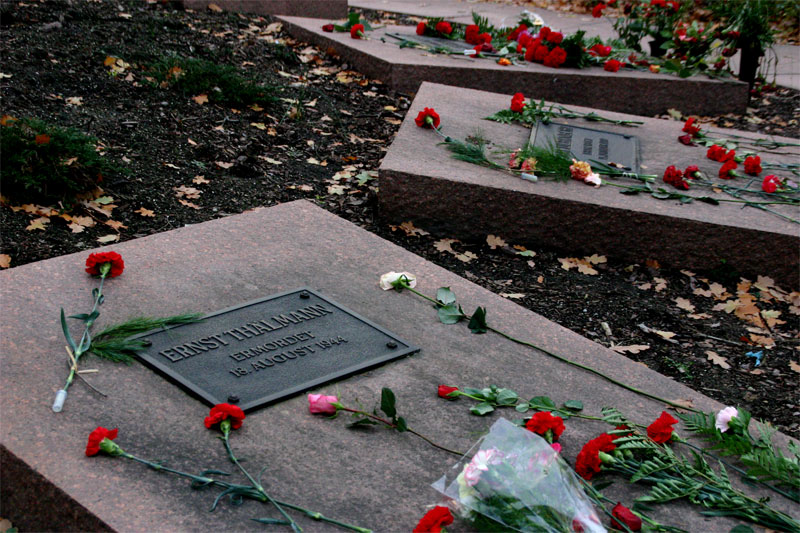
Grab- und Gedenkplatten im Mittelrondell für Ernst Thälmann und Andere

Unmittelbar um die Porphyrstele mit der Inschrift „Die Toten mahnen uns“ erinnern zehn Bodenplatten an (im Uhrzeigersinn): Rosa Luxemburg, Karl Liebknecht, Ernst Thälmann, Rudolf Breitscheid, Franz Künstler, Franz Mehring, John Schehr, Walter Ulbricht, Otto Grotewohl und Wilhelm Pieck. Nicht alle diese Personen sind jedoch tatsächlich in der Gedenkstätte bestattet. Otto Grotewohls Urne wurde bei seinem Tod 1964 zuerst in der Ringmauer beigesetzt, seine Grabplatte war doppelt so groß wie die anderen. Erst bei der Beisetzung von Ulbricht 1973 wurden die Grabplatten im Kreis angeordnet und Grotewohl umgebettet. Vorher waren die Grabplatten im Rechteck gelegt. Bis 1973 waren nur 9 Grabplatten vorhanden, zwei Stück je rechts, links und hinten, drei Stück für Luxemburg, Liebknecht und Pieck vorn. Pieck und Ulbricht wurden gleich nach ihrem Tod im Rondell begraben, Schehr und Mehring wurden nachträglich hierher überführt. Das Grab Künstlers befindet sich auf dem Friedhof Baumschulenweg. Breitscheid und Thälmann kamen im KZ Buchenwald um und wurden dort verbrannt; eine Urne mit der angeblichen Asche Breitscheids wurde unter seinem Namen auf dem Südwestkirchhof Stahnsdorf bestattet. Thälmanns Leiche ist verschollen, und ob die als Rosa Luxemburg aufgefundene Leiche wirklich die der toten Arbeiterführerin ist, ist nicht absolut gesichert. Jedoch wurden bei der Anlage der Gedenkstätte am ursprünglichen Beisetzungsort am Revolutionsdenkmal keine sterblichen Überreste von Karl Liebknecht und Rosa Luxemburg aufgefunden (anders bei Franz Mehring). Unabhängig von der Diskussion, ob Luxemburg 1919 tatsächlich in Friedrichsfelde bestattet wurde oder nicht, handelt es sich bei den letzten fünf hier Genannten in der Gedenkstätte der Sozialisten um Symbolgräber.

### Gräber und Denkmäler an der Ringmauer
- Siehe die Liste der Gräber und Denkmäler an der Ringmauer (Nrn. 11–33)

Entlang der linken Innenseite der Ringmauer erinnern 22 Grabplatten, Grabsteine und Stelen aus verschiedenen Epochen an folgende Vertreter der deutschen und internationalen sozialistischen Arbeiterbewegung bzw. Sozialdemokratie (in alphabetischer Reihenfolge): Ignaz Auer, Friedrich Bartels, Adolf Braun, Eugen Brückner, Richard Fischer, Hugo Haase, Adolph Hoffmann, Emma Ihrer, Alwin Körsten, Carl Legien, Theodor Leipart, Wilhelm Liebknecht, Waldeck Manasse, Hermann Molkenbuhr, Hermann Müller-Franken, Wilhelm Pfannkuch, Adolf Ritter, Paul Singer, Johannes Stelling, Margarete und Robert Wengels, Klara und Hermann Weyl, Luise Zietz sowie Fritz Zubeil.
Abbildungen dieser 22 Grabplatten, Grabsteine und Stelen, fotografiert im Uhrzeigersinn:

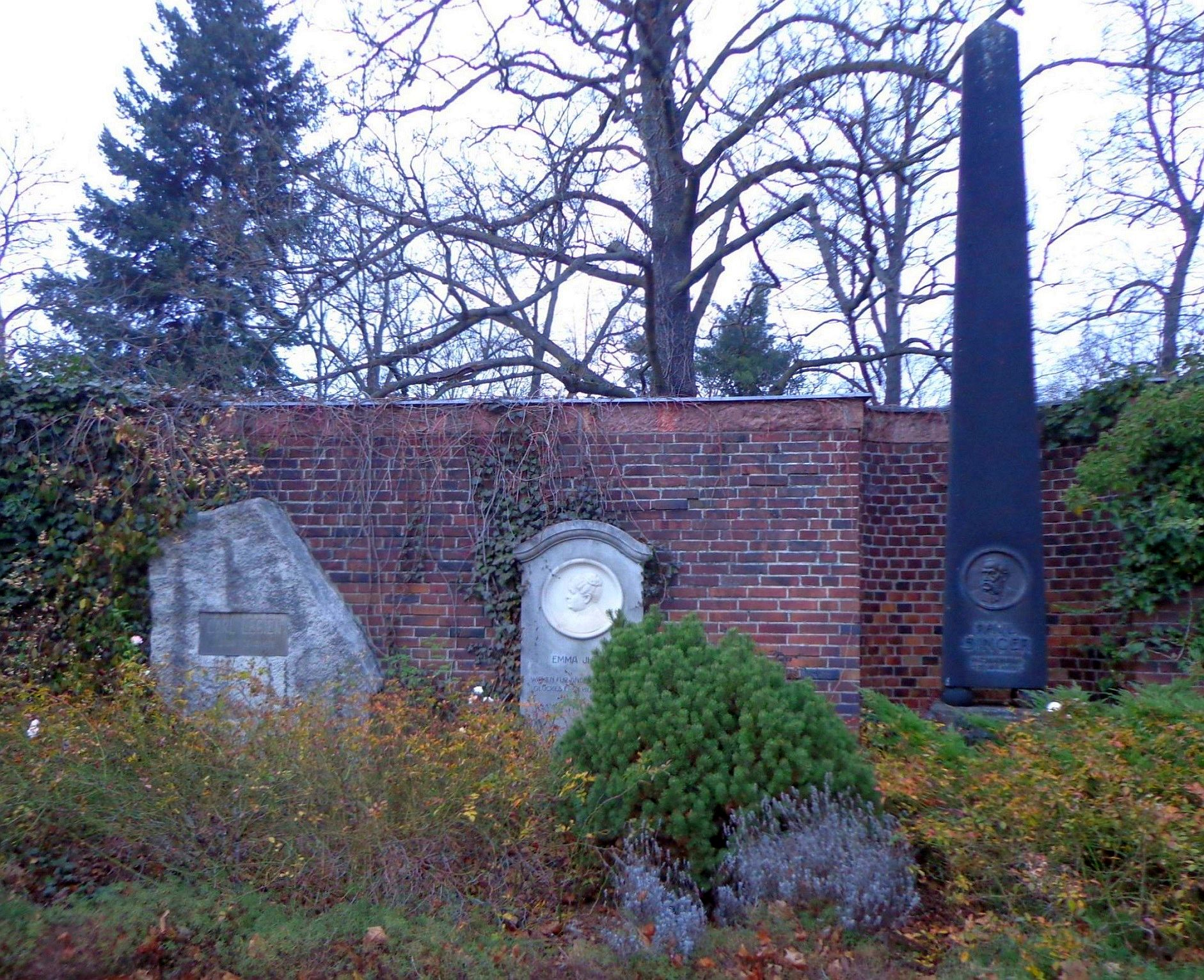
Ringmauer, linke Seite (Teil 1)
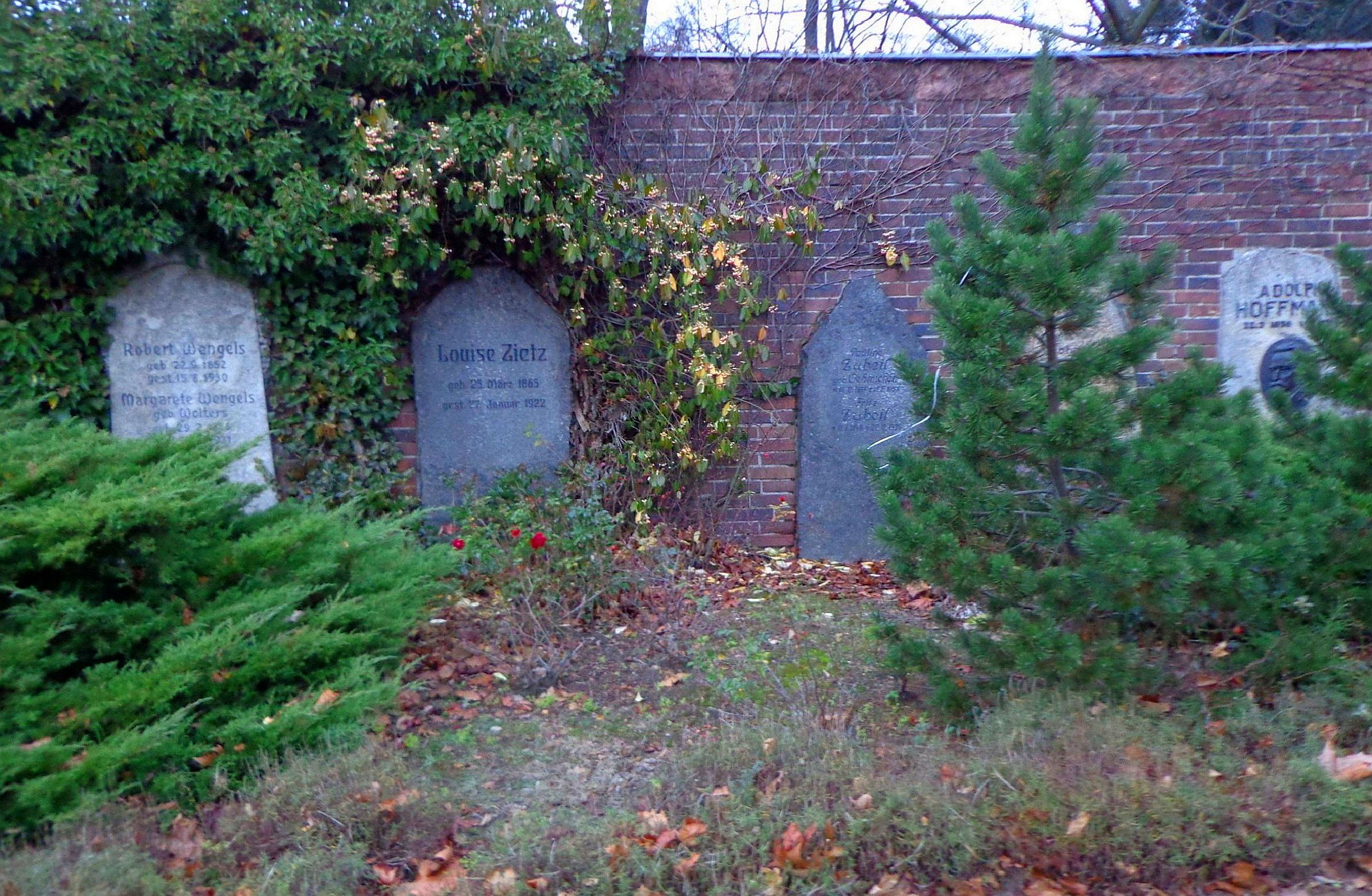
Ringmauer, linke Seite (Teil 2)
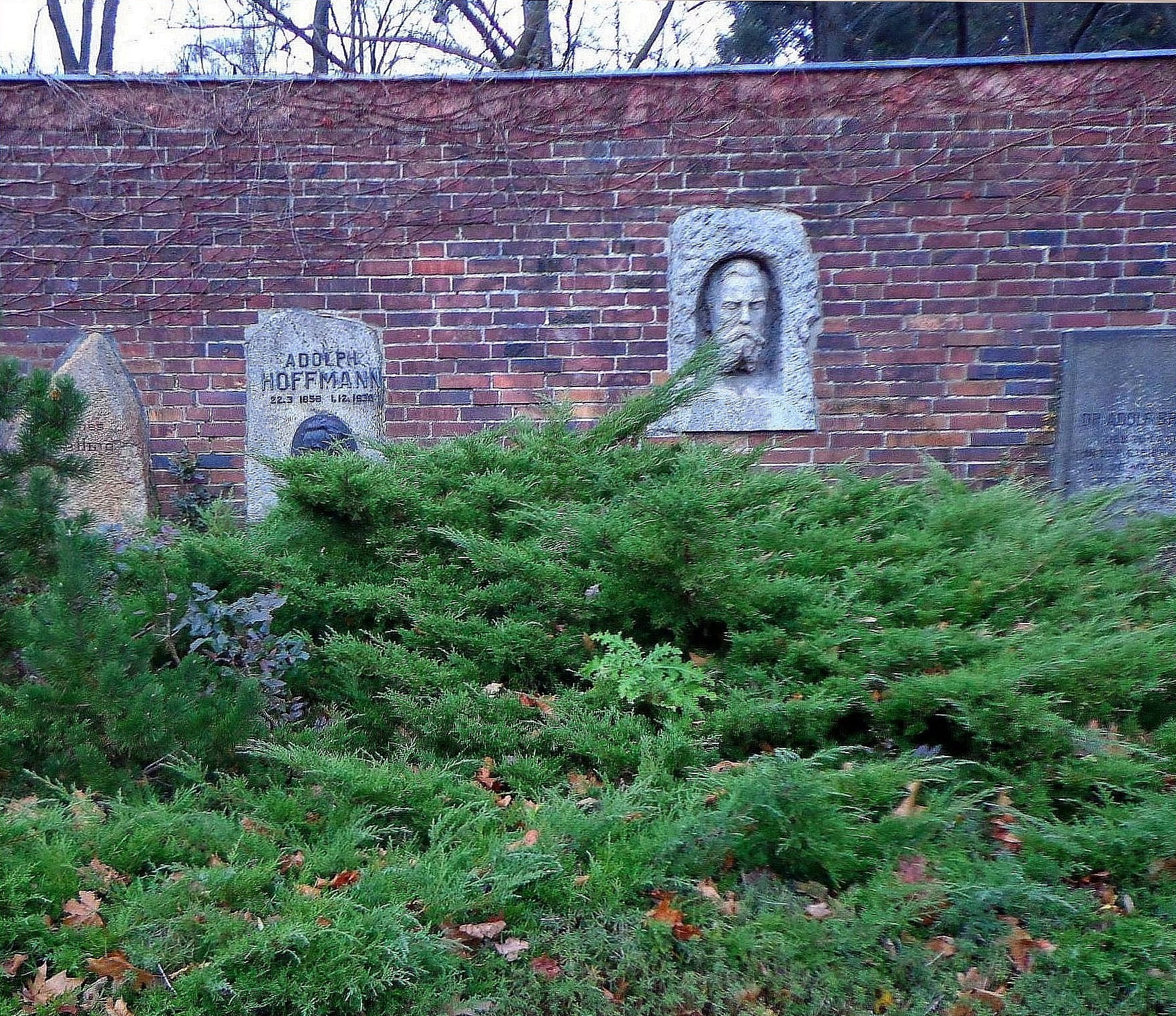
Ringmauer, linke Seite (Teil 3)
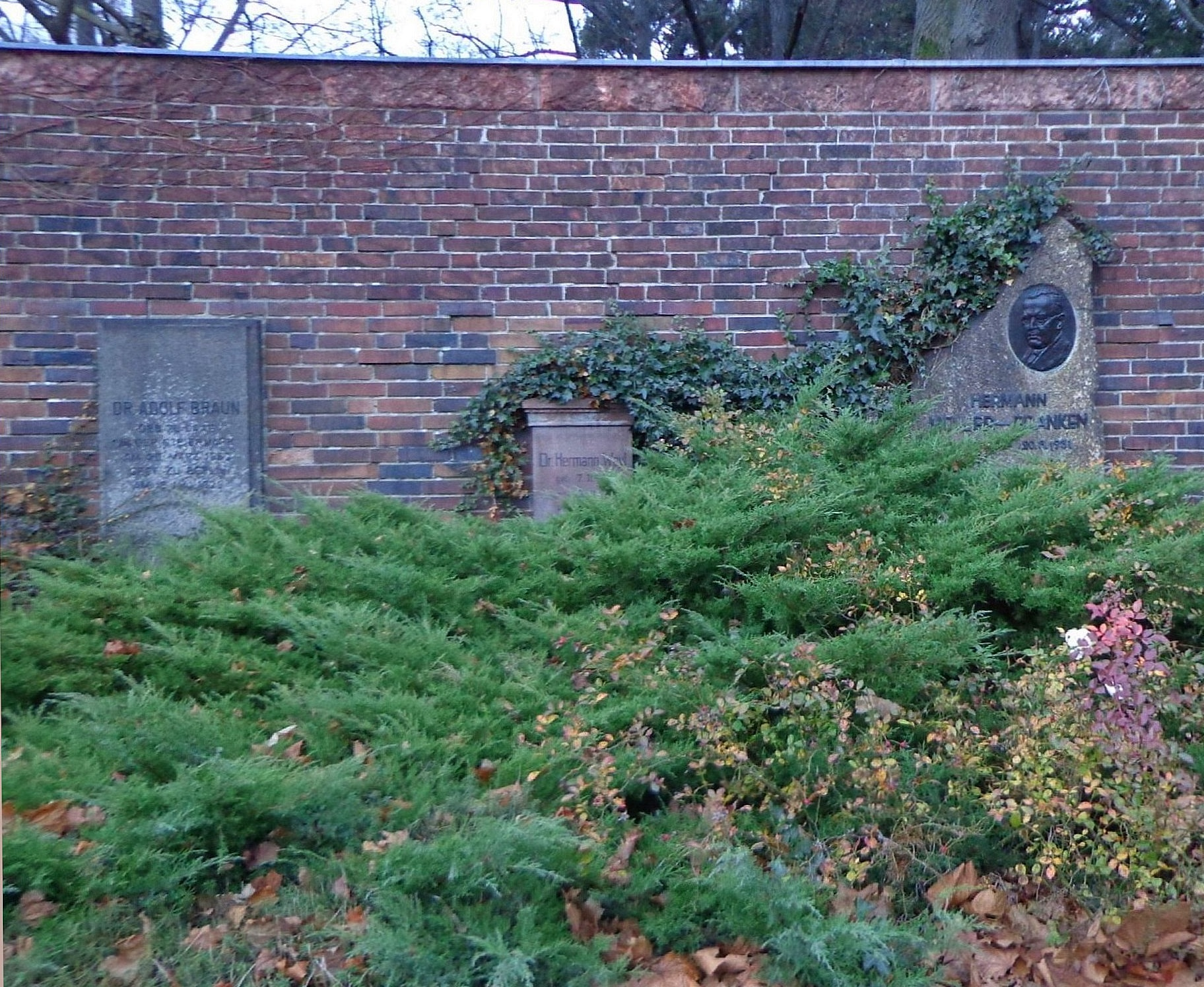
Ringmauer, linke Seite (Teil 4)
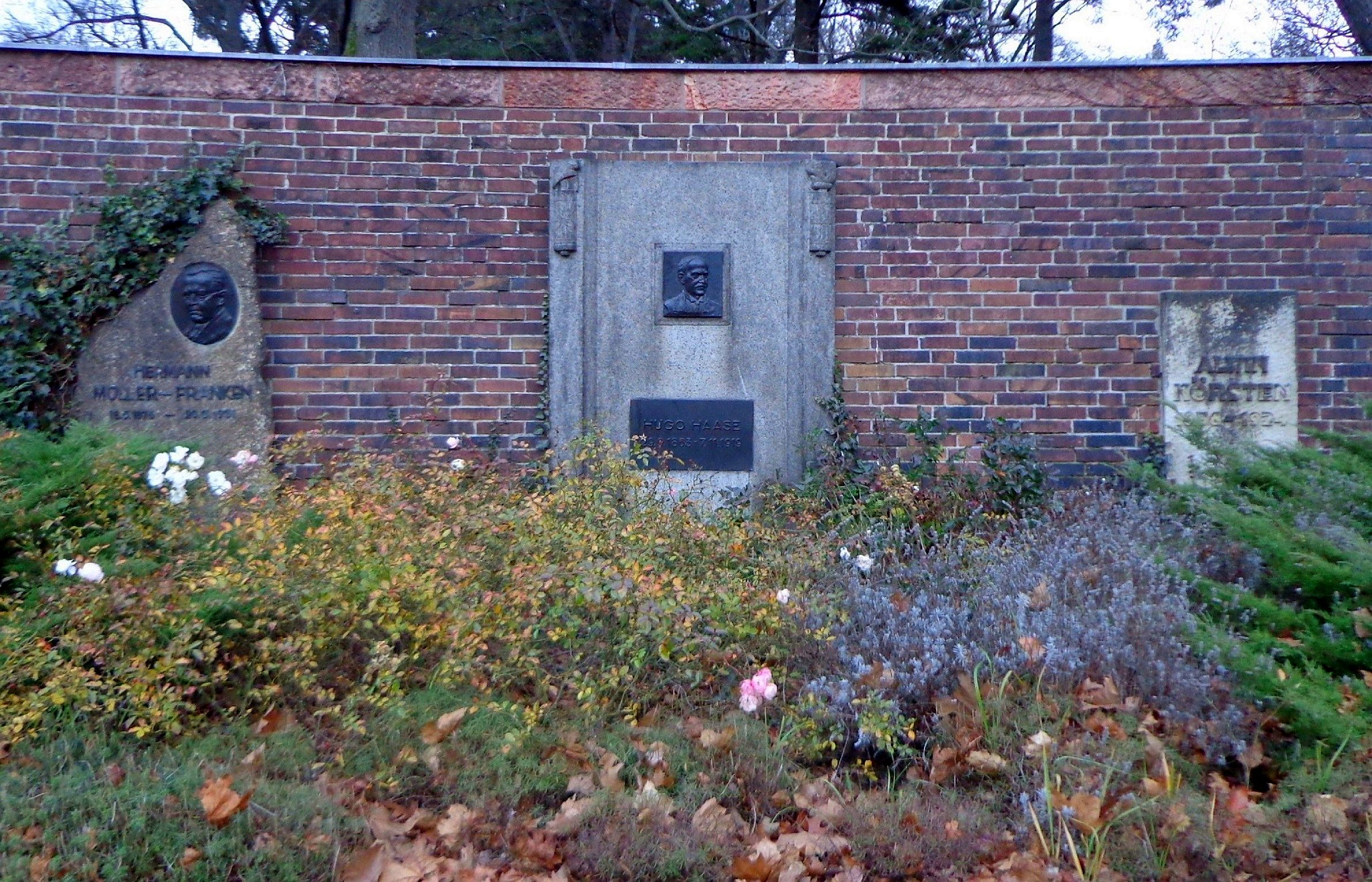
Ringmauer, linke Seite (Teil 5)
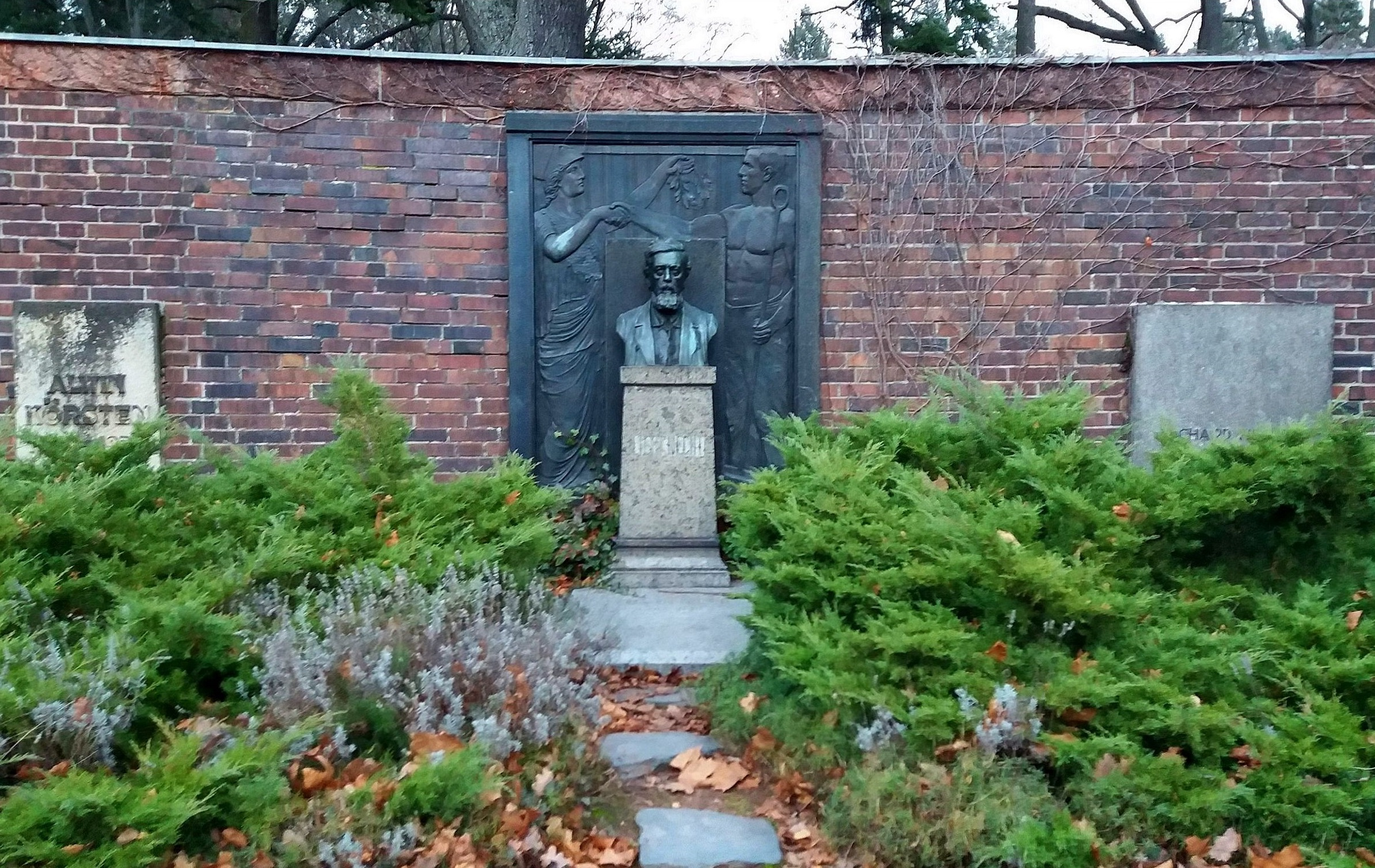
Ringmauer, linke Seite (Teil 6)
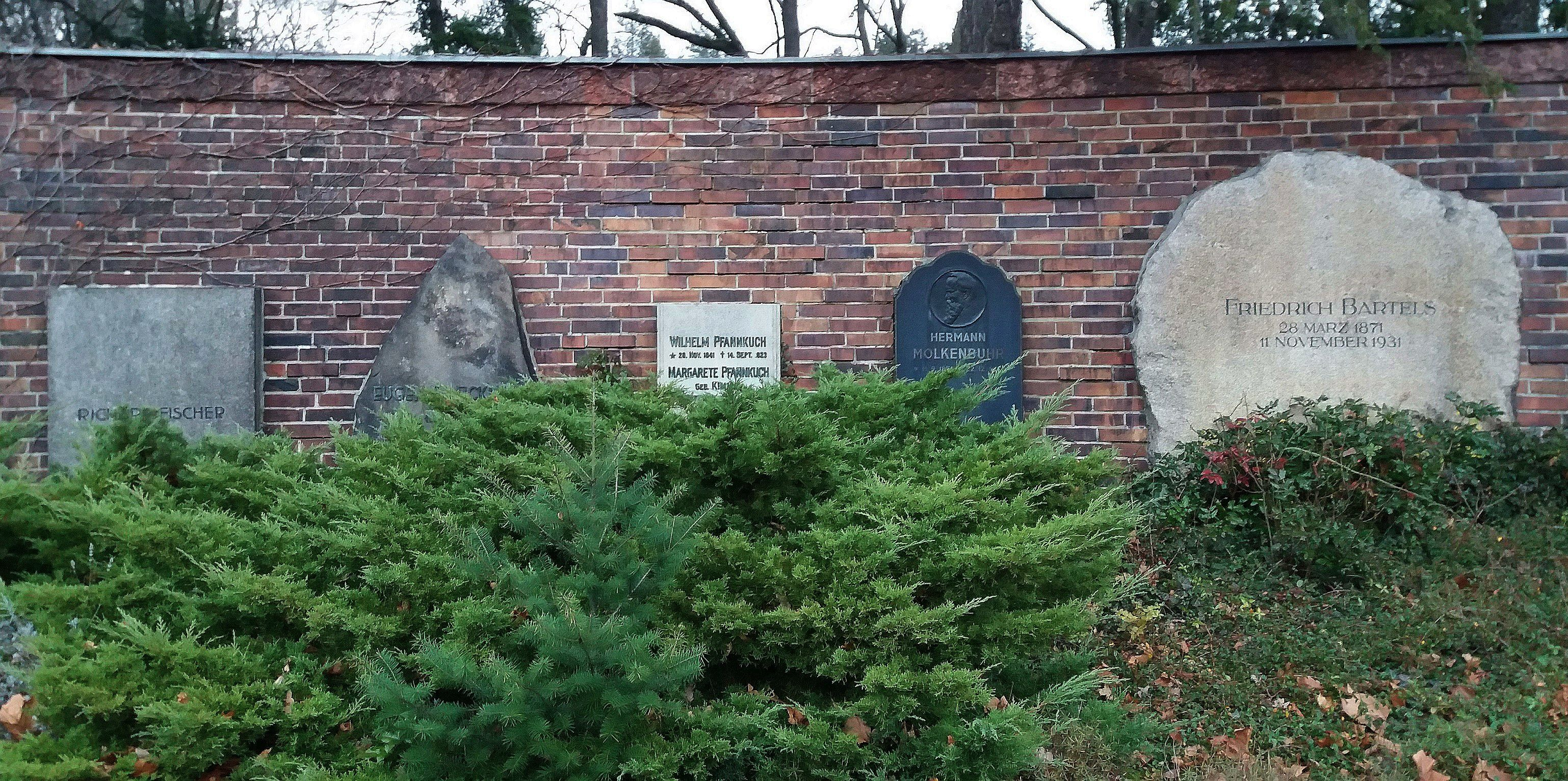
Ringmauer, linke Seite (Teil 7)
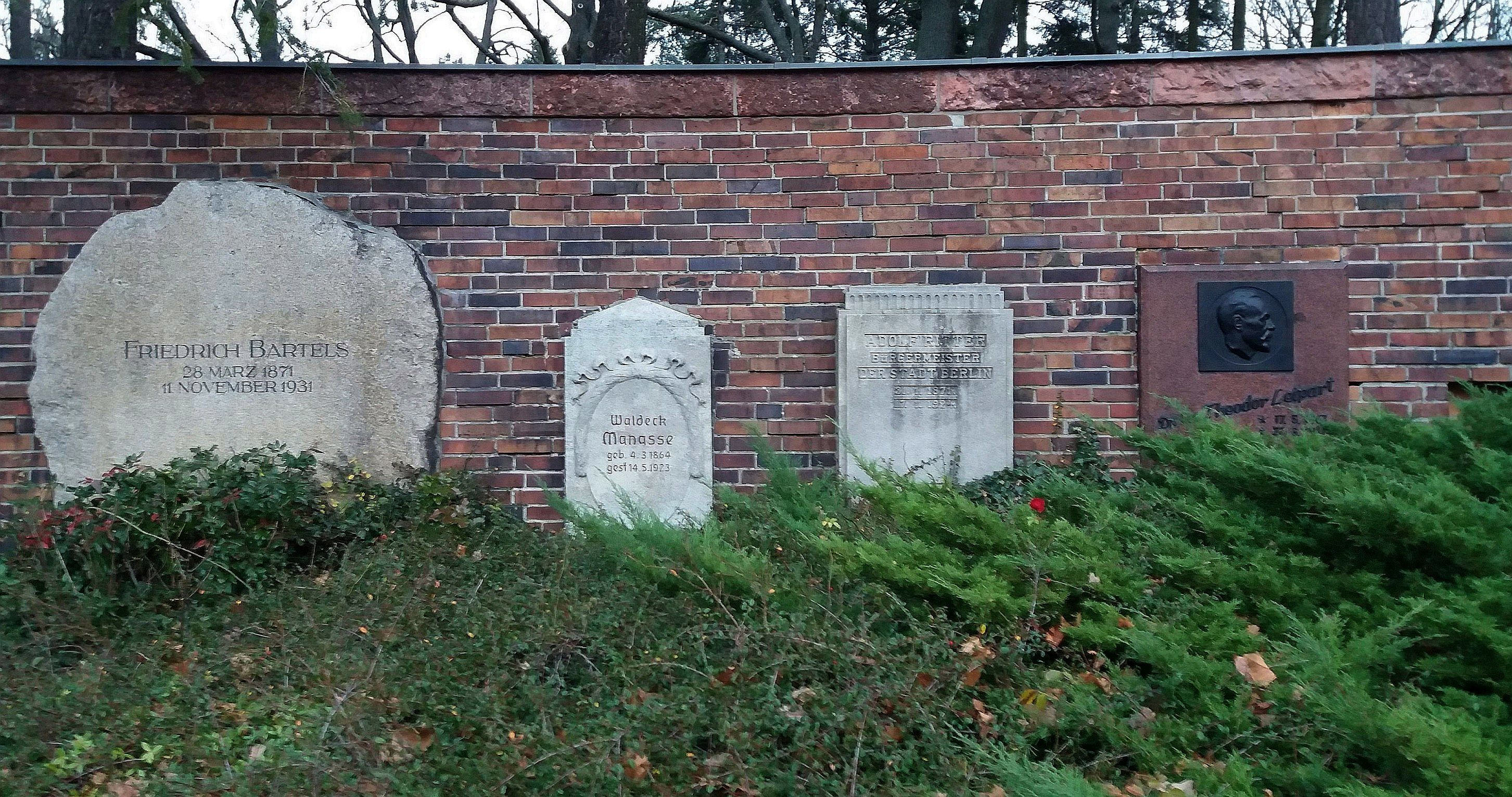
Ringmauer, linke Seite (Teil 8)

### Urnengräber in der Ringmauer und ihren Erweiterungen
- Siehe die Liste der Urnengräber in der Ringmauer und ihren Erweiterungen (Nrn. 34–94, 96–105)

In den Mauernischen auf der rechten Seite der Ringmauer und ihren Erweiterungen, die mit einheitlichen roten Steinplatten verschlossen sind, finden sich die Urnen folgender Personen (in alphabetischer Reihenfolge):
- Alexander Abusch
- Anton Ackermann
- Erich Apel
- Rudolf Appelt
- Martha Arendsee
- Bruno Baum
- Edith Baumann
- Willi Bredel
- Otto Büchner
- Erich Correns
- Franz Dahlem
- Hermann Duncker
- Friedrich Ebert jr.
- Gerhart Eisler
- Georg Ewald
- Arthur Ewert
- Max Fechner
- Werner Felfe
- Kurt Fischer
- Wilhelm Florin
- Otto Franke
- Paul Fröhlich
- Fritz Gäbler
- Ottomar Geschke
- Fritz Große
- Gerhard Grüneberg
- Georg Handke
- Edwin Hoernle
- Heinz Hoffmann
- Max Keilson
- Katharina Kern
- Hans Kiefert
- Bernard Koenen
- Wilhelm Koenen
- Alfred Kurella
- Werner Lamberz
- Helmut Lehmann
- Bruno Leuschner
- Karl Litke
- Paul Markowski
- Karl Maron
- Hermann Matern
- Jenny Matern
- Otto Meier
- Ernst Melsheimer
- Karl Mewis
- Josef Miller
- Franz Moericke
- Albert Norden
- Alfred Oelßner
- Fred Oelßner
- Paul Oestreich
- Josef Orlopp
- Heinrich Rau
- Hans Rodenberg
- Frida Rubiner
- Florian Schenk
- Hermann Schlimme
- Otto Schön
- Eugen Schönhaar
- Rudolf Schwarz
- Paul Schwenk
- Fritz Selbmann
- Gustav Sobottka
- Erich Steinfurth
- Rosa Thälmann
- Paul Verner
- Herbert Warnke
- Erich Weinert
- Otto Winzer
- Friedrich Wolf

Insgesamt sind in den Nischen der Ringmauer und ihrer Erweiterungen 70 Urnen bestattet, darunter sechs von Frauen. Mit Ausnahme einiger Politiker der Nachkriegszeit waren alle hier Geehrten im antifaschistischen Widerstand aktiv.
Abbildungen der Urnengräber in der Ringmauer und ihren Erweiterungen, fotografiert im Uhrzeigersinn:

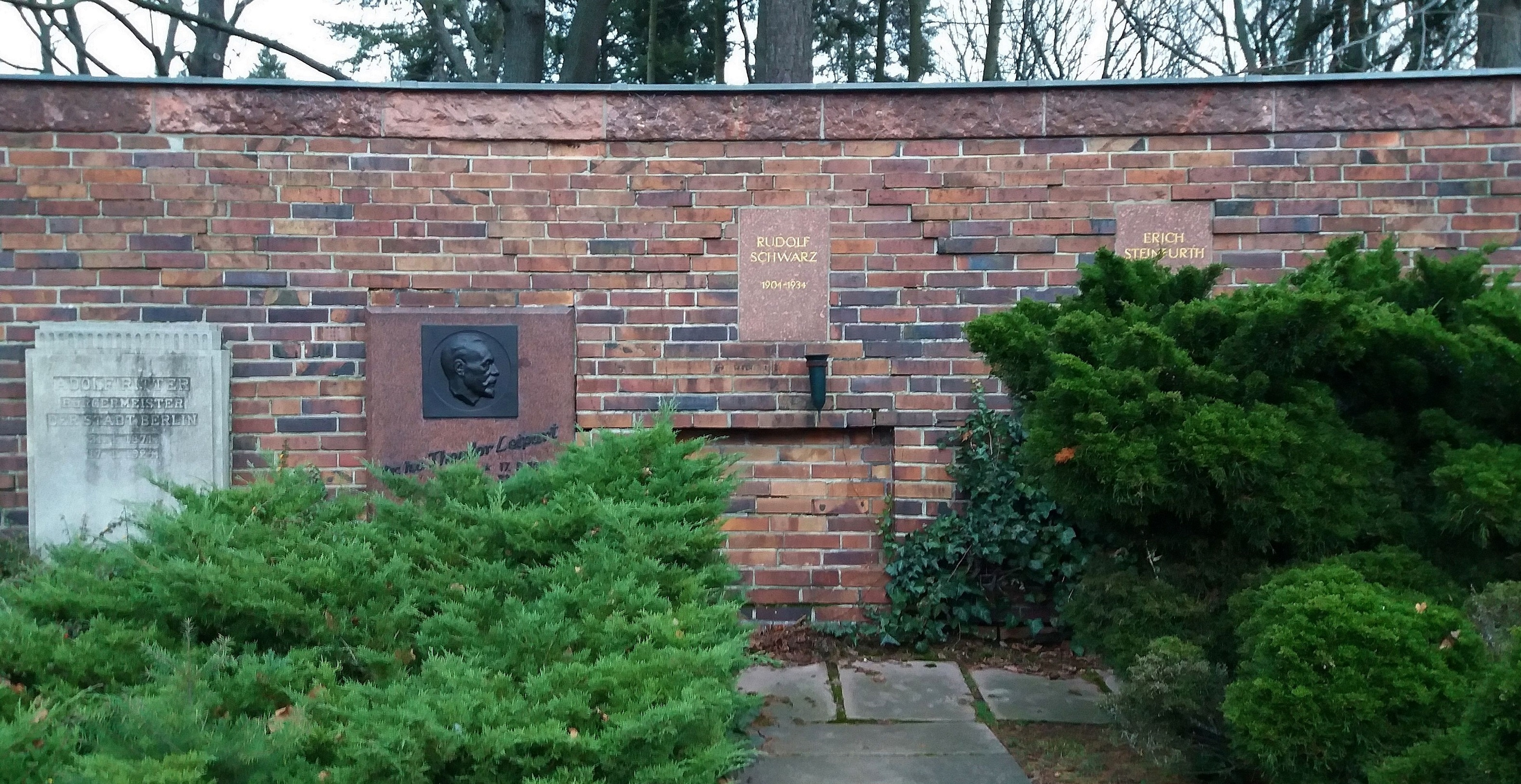
Ringmauer, rechte Seite (Teil 1)
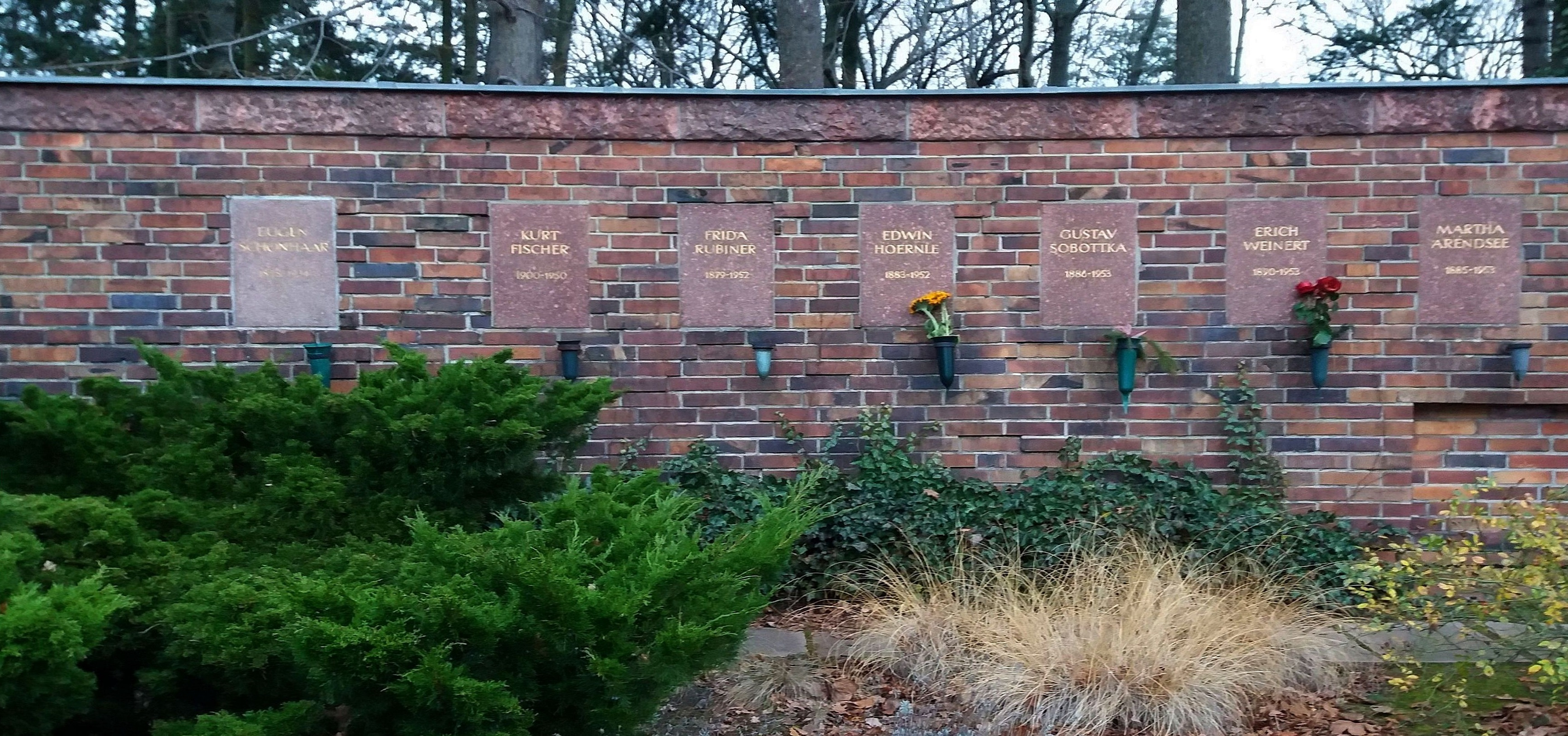
Ringmauer, rechte Seite (Teil 2)
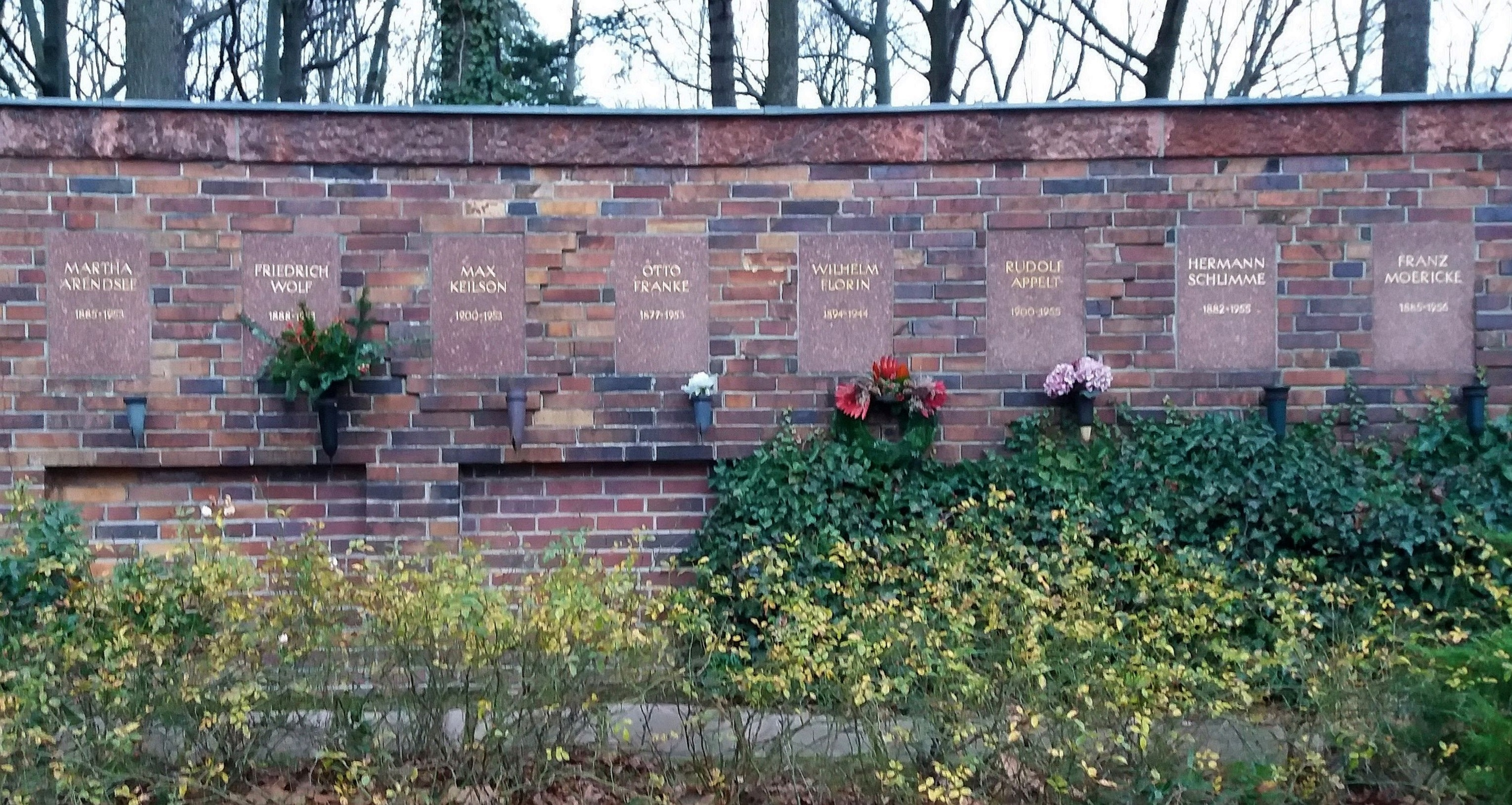
Ringmauer, rechte Seite (Teil 3)
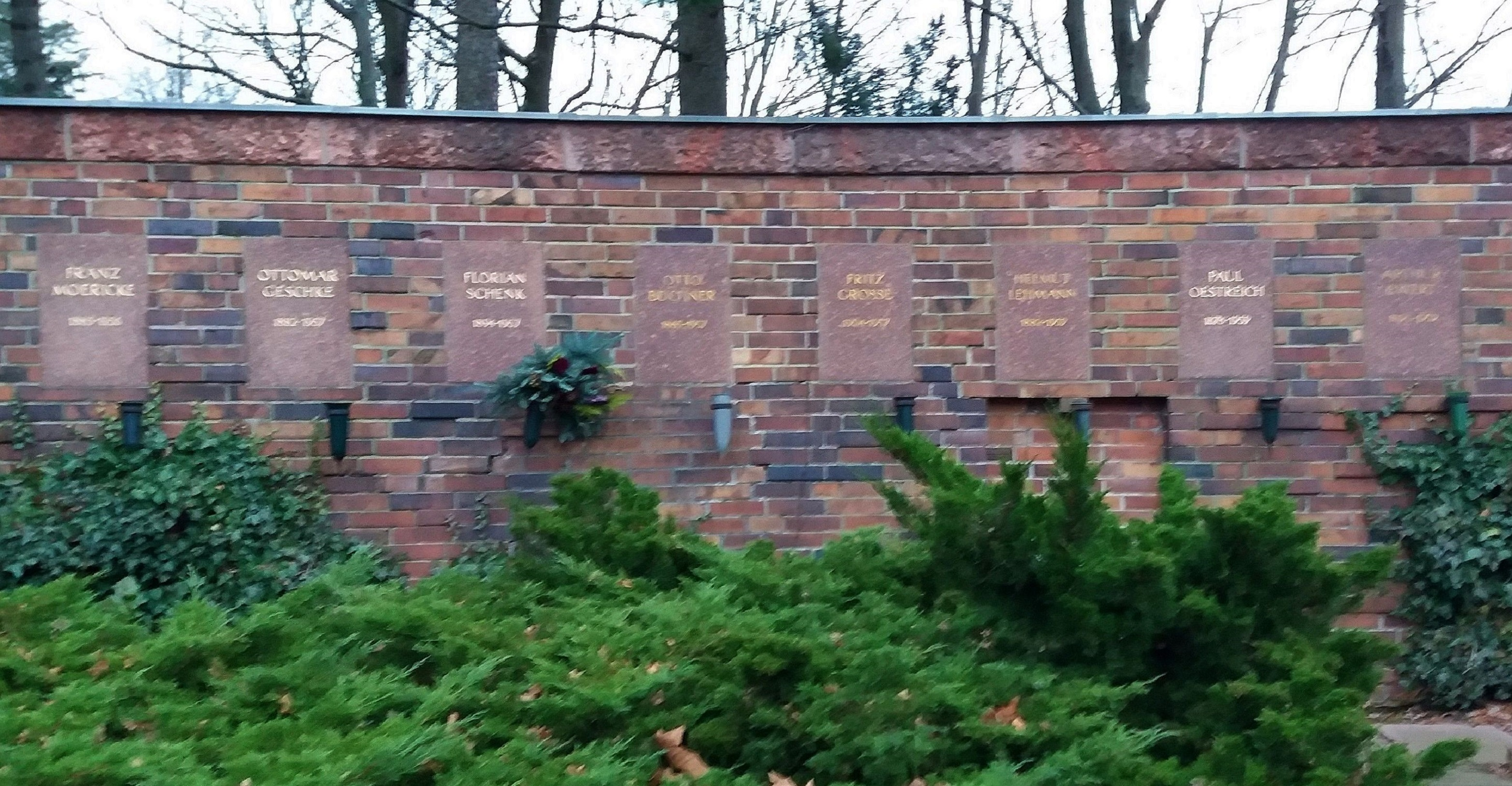
Ringmauer, rechte Seite (Teil 4)
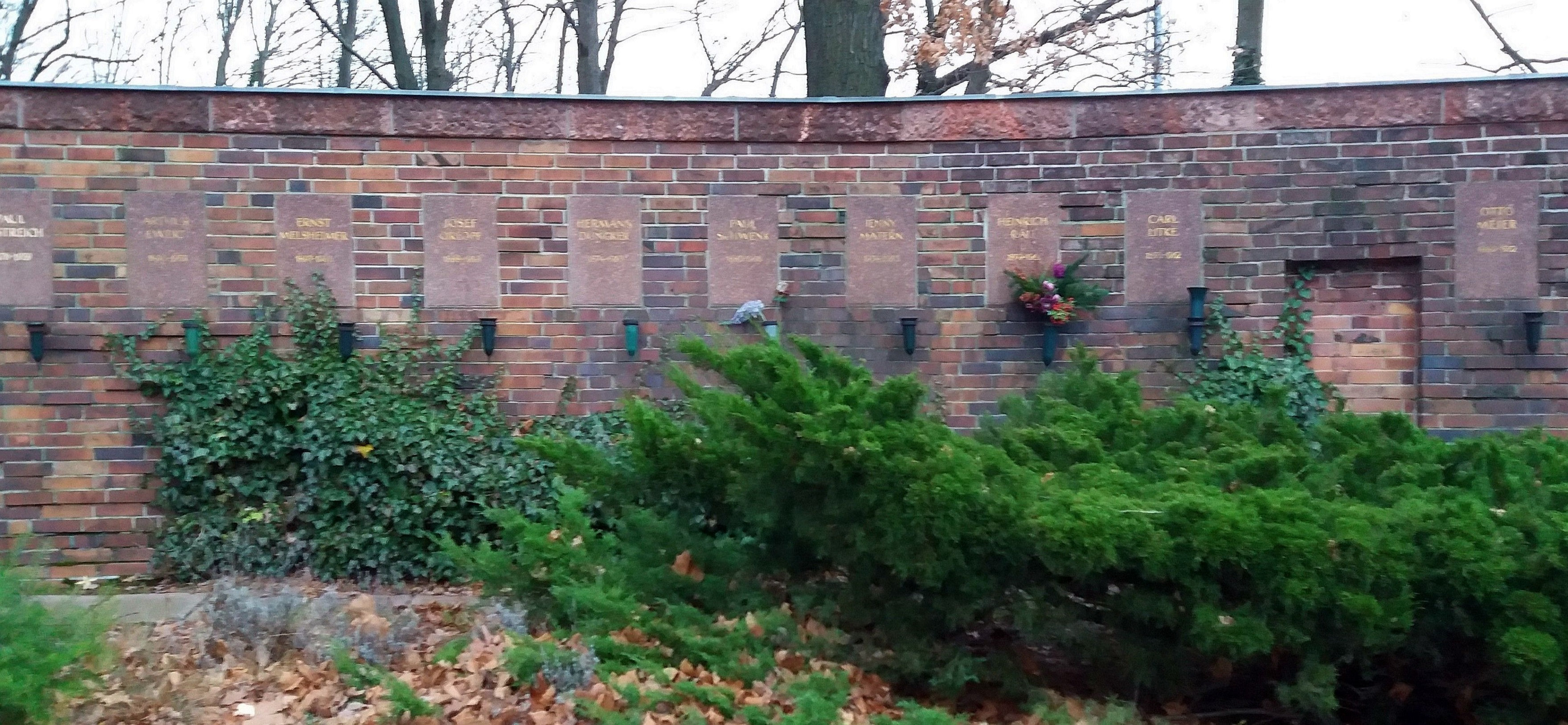
Ringmauer, rechte Seite (Teil 5)
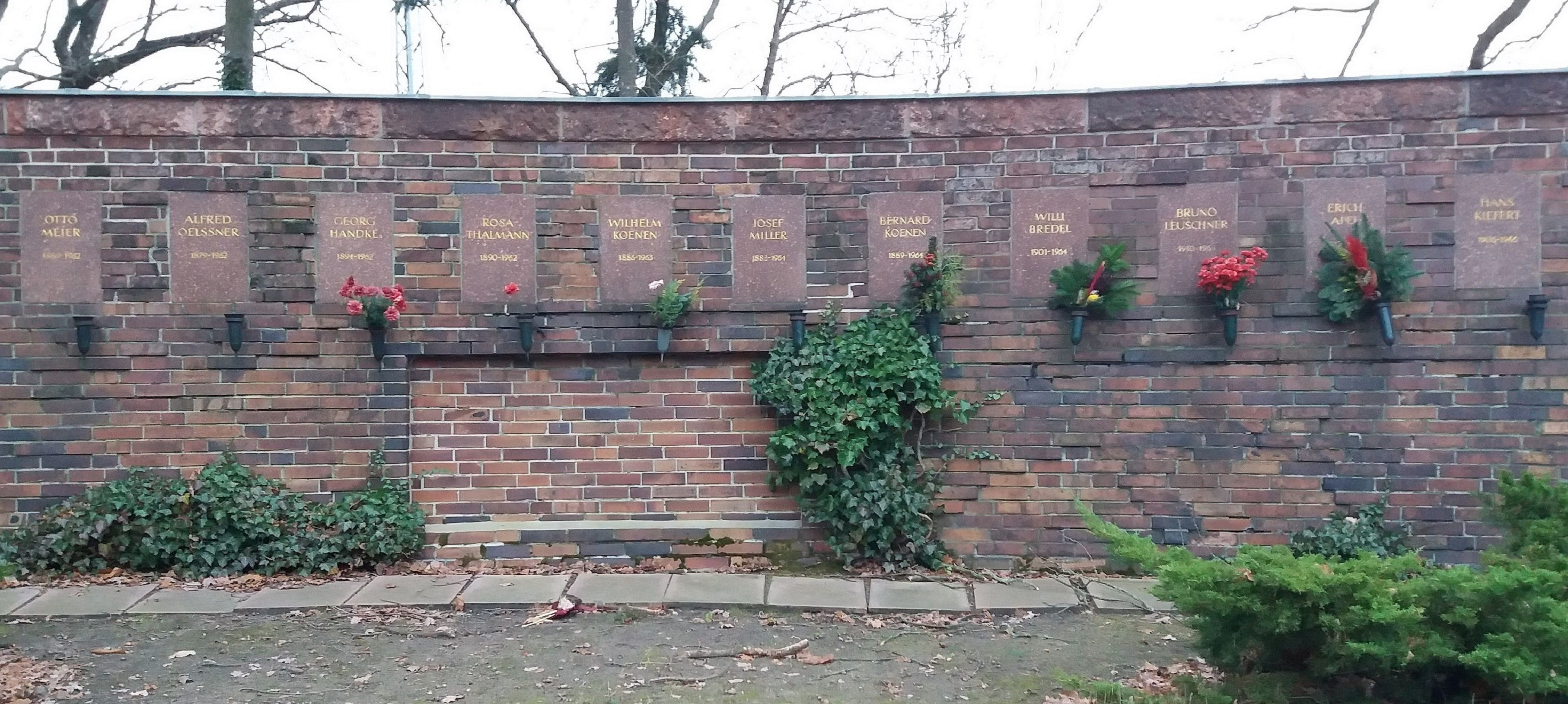
Ringmauer, rechte Seite (Teil 6)
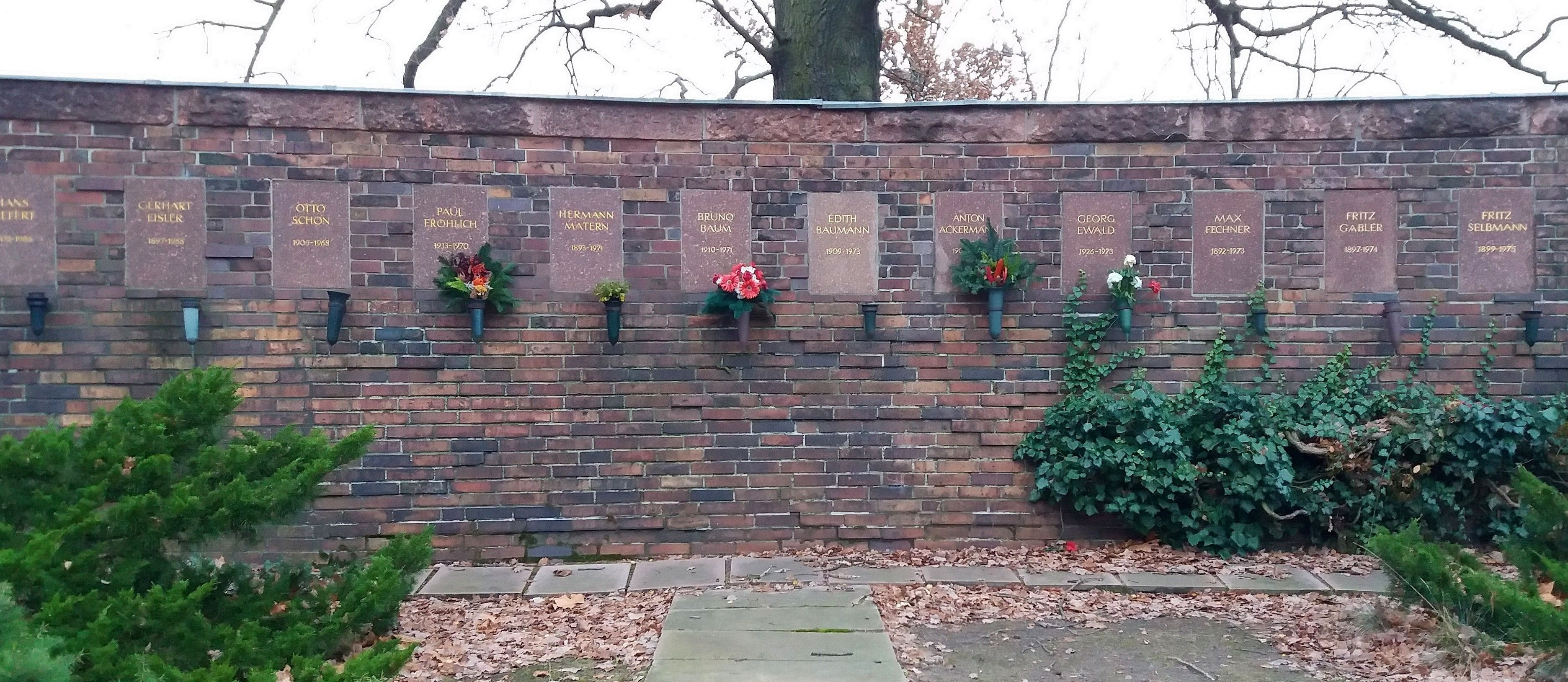
Ringmauer, rechte Seite (Teil 7)
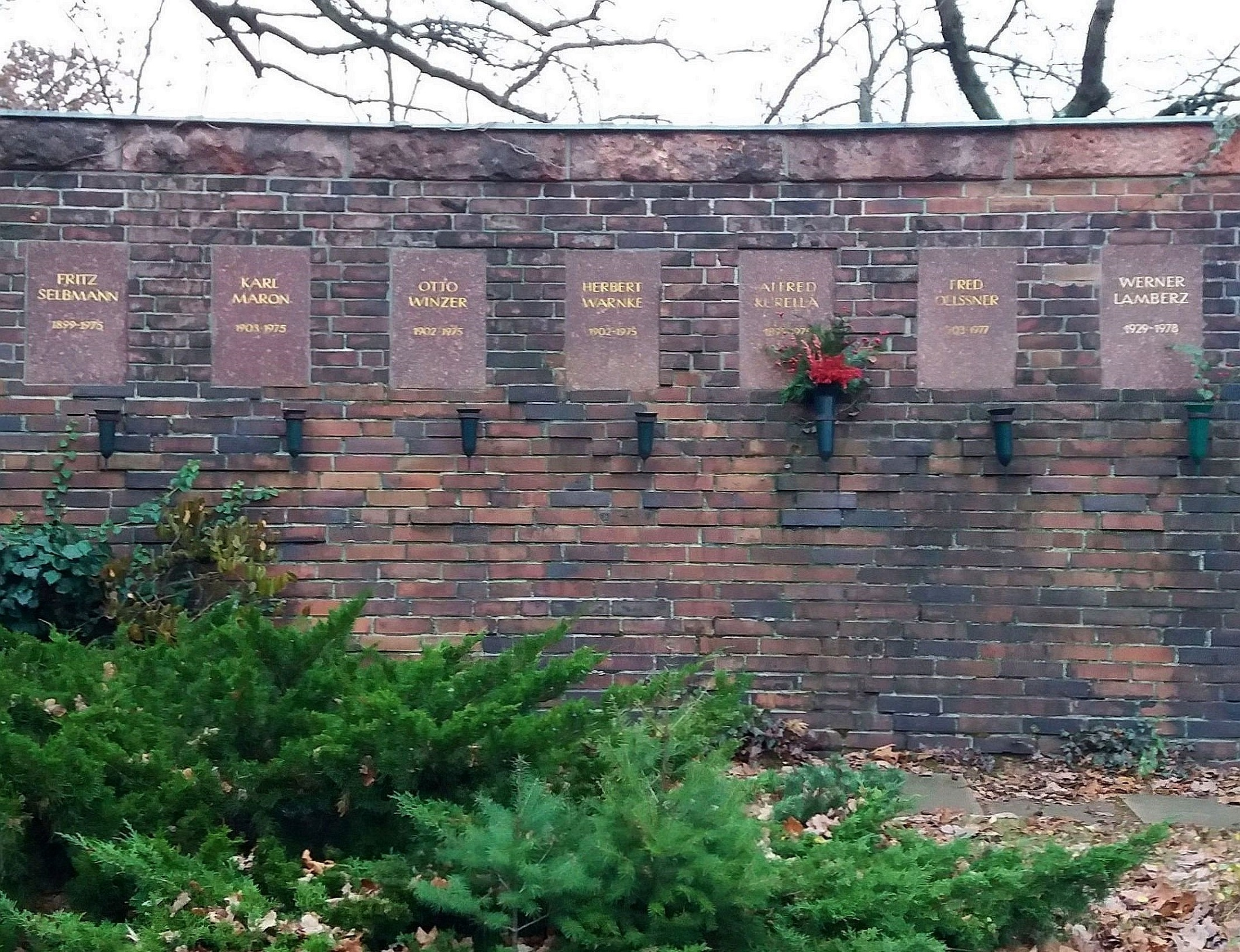
Ringmauer, rechte Seite (Teil 8)
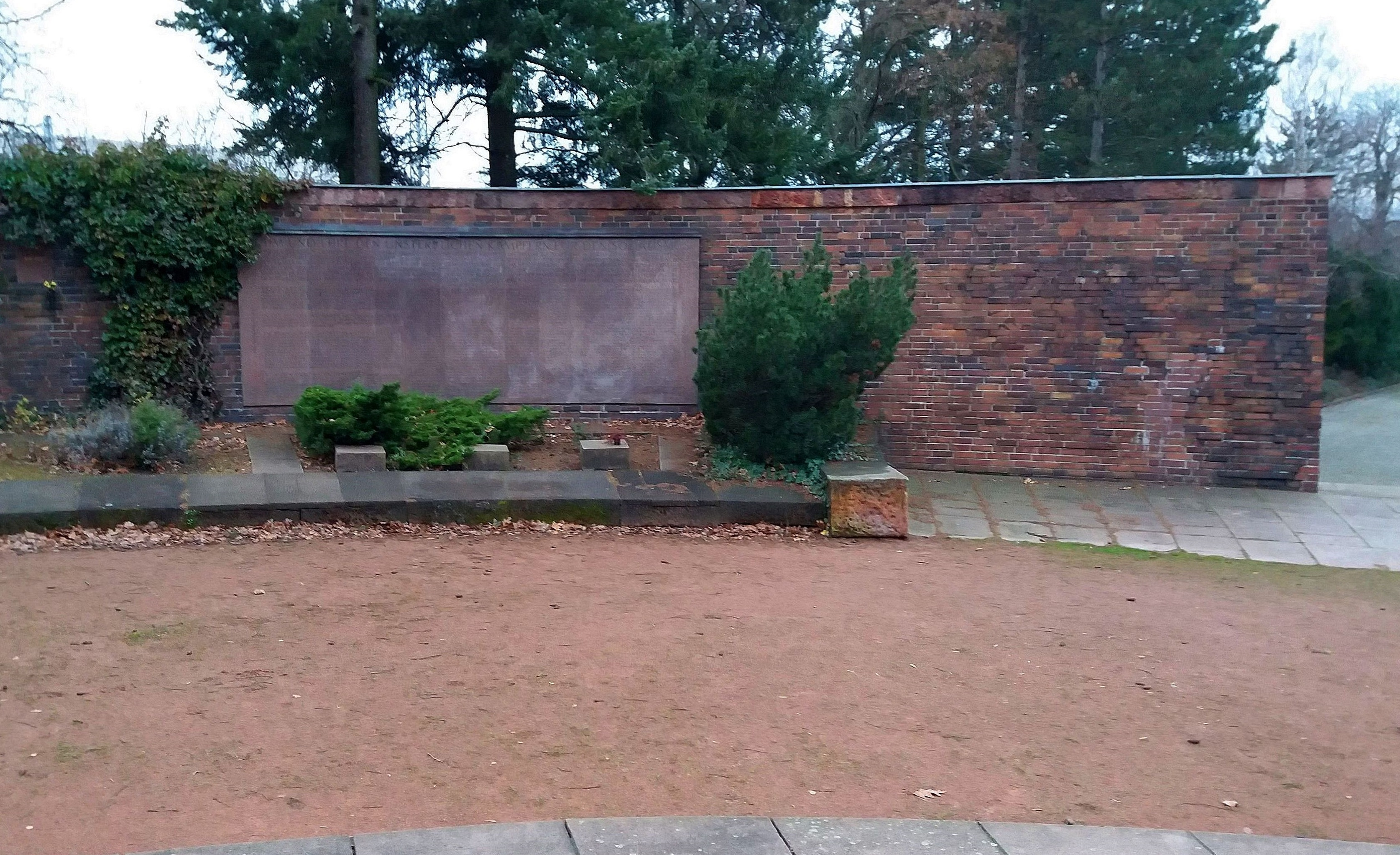
Ringmauer, rechte Seite (Teil 9) mit Großer Gedenktafel
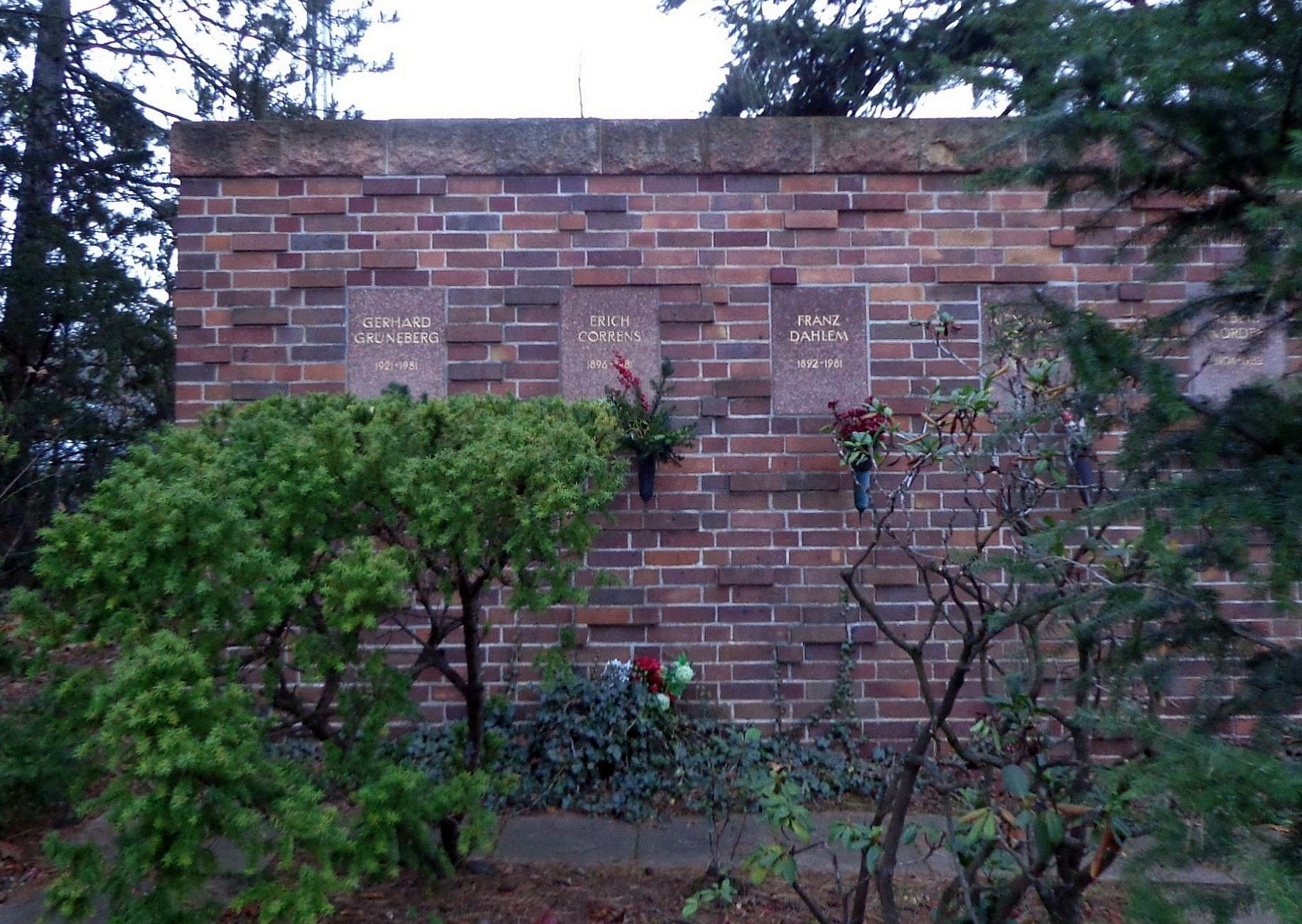
Ringmauer, 1. Erweiterung (Teil 1)
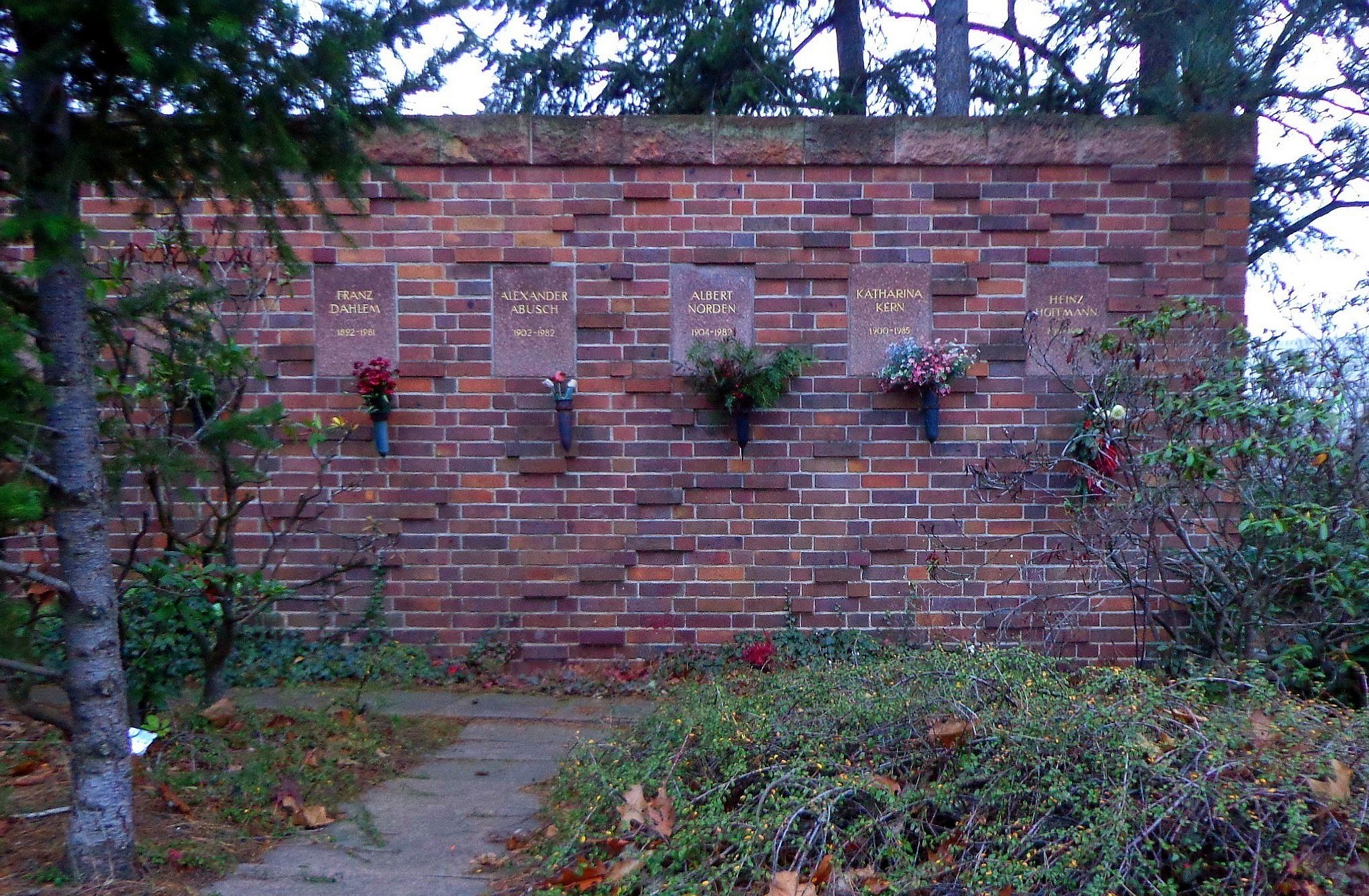
Ringmauer, 1. Erweiterung (Teil 2)
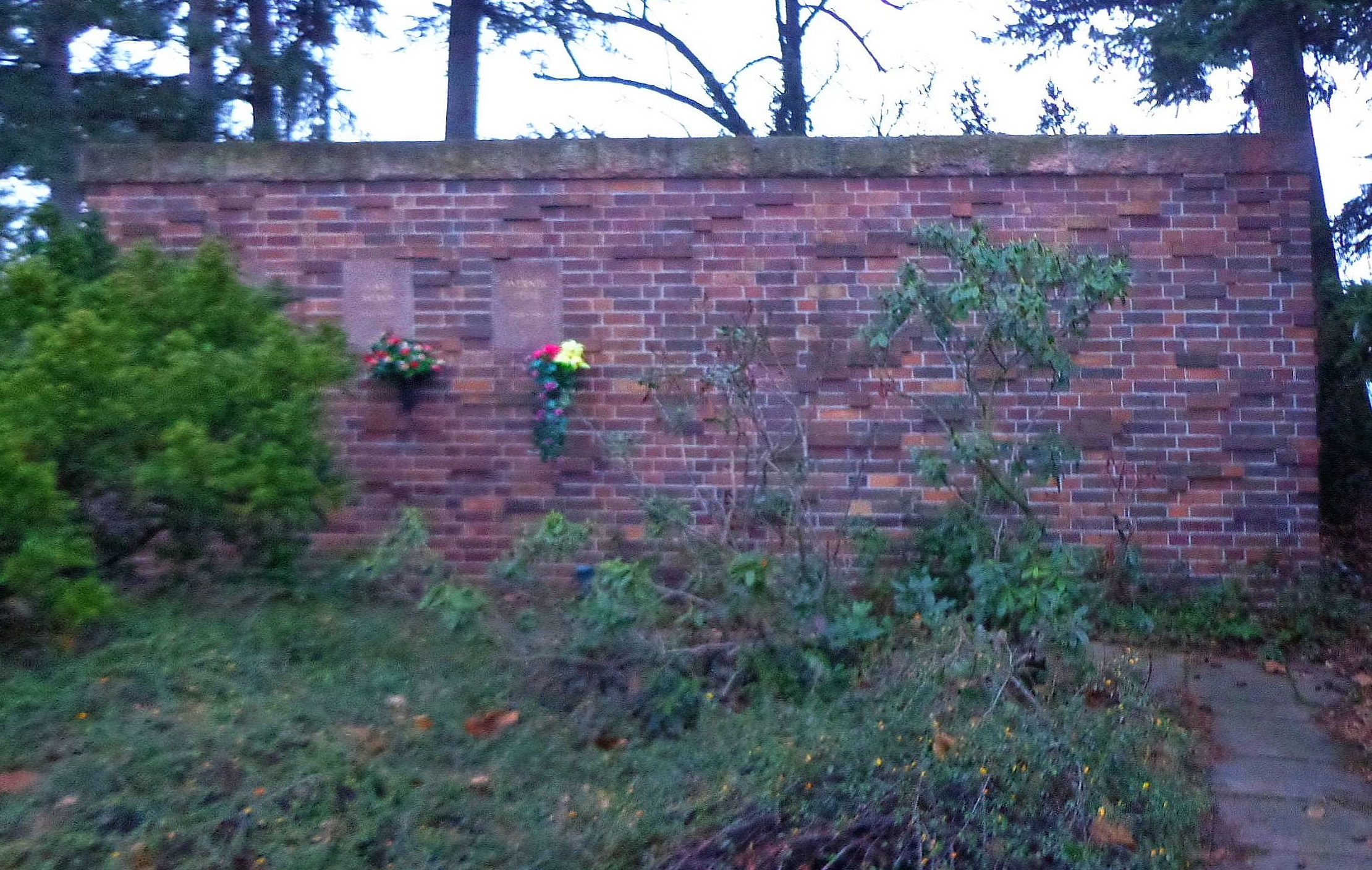
Ringmauer, 2. Erweiterung

### Große Gedenktafel und Urnensammelgrab
Außer den Urnenstätten enthält die Ringmauer auf ihrer rechten Seite eine große aus roten Löbejüner Porphyrplatten zusammengesetzte Gedenkwand mit über 500 Namen von Toten und Ermordeten aus den Jahren 1919 bis 1945 (Weimarer Republik, Spanischer Bürgerkrieg, Zeit des Nationalsozialismus), von denen 327 im antifaschistischen Widerstand 1933–1945 ums Leben kamen. 

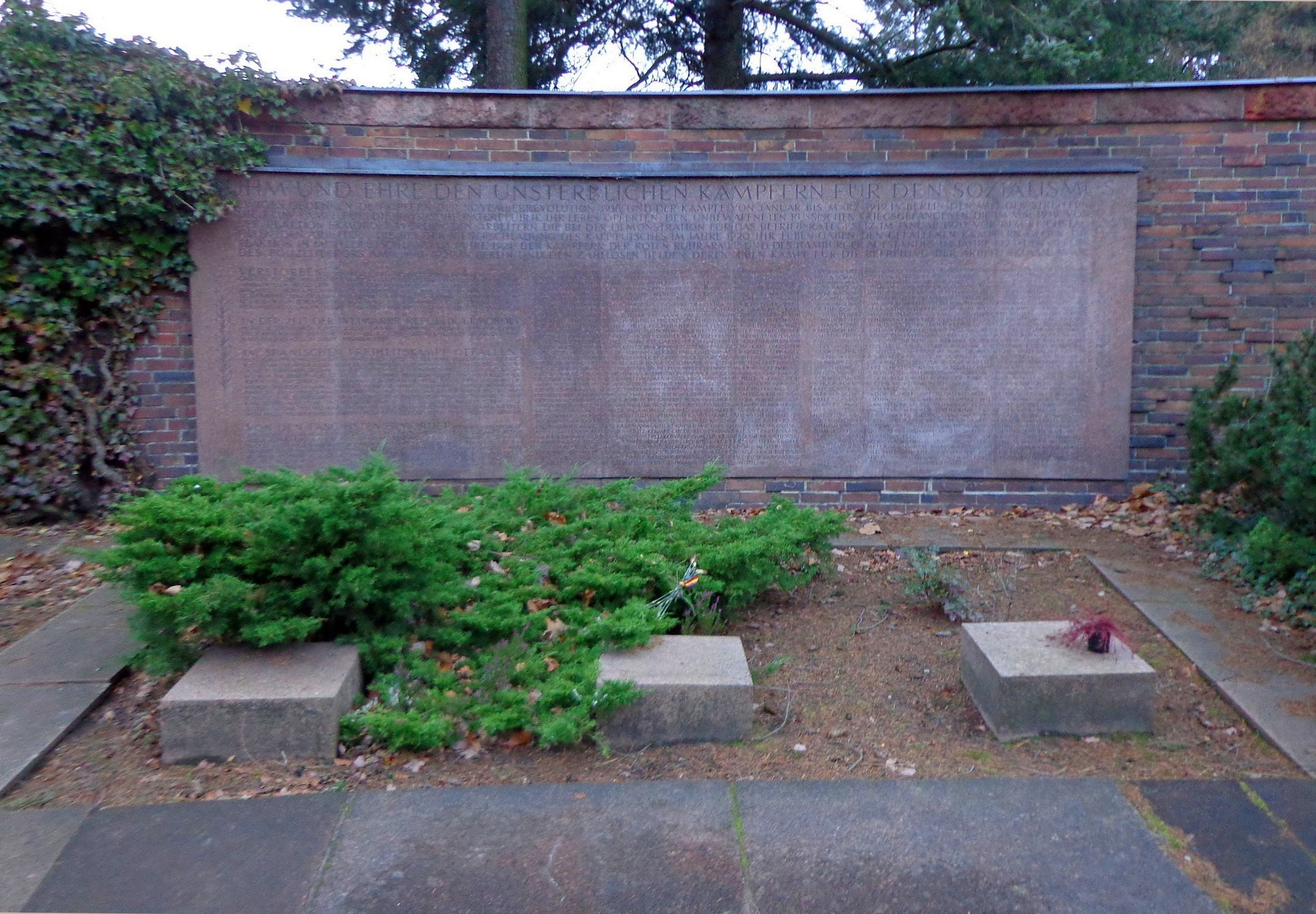
Heutige Gestaltung mit Porphyrplatten, davor das Urnensammelgrab

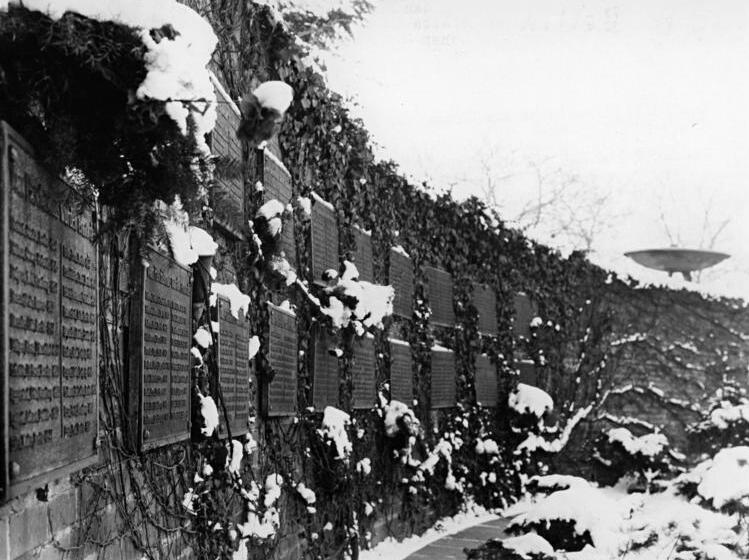
Frühere Gestaltung mit metallenen Einzeltafeln

Die Gedenkwand in ihrer heutigen Form als „Große Gedenktafel“ entstand in der Zeit nach 1971 anstelle der bis dahin dort angebrachten 27 metallenen Einzeltafeln. Sie trägt die Hauptinschrift „Ruhm und Ehre den unsterblichen Kämpfern für den Sozialismus“. Die eingehauenen Namen der Geehrten sind in drei Abschnitten mit den Überschriften (1) „In der Zeit der Weimarer Republik“, (2) „Im spanischen Freiheitskampf“ und (3) „Von den Faschisten ermordet“ gegliedert. 
Vor der Großen Gedenktafel ist ein Urnensammelgrab (Nr. 95) mit der Asche von 53 Opfern des Faschismus angelegt. Im Jahr 1946 wurden die Urnen zahlreicher aus den damaligen Berliner Bezirken Lichtenberg, Kreuzberg und Prenzlauer Berg stammender Widerstandskämpfer auf den Zentralfriedhof Friedrichsfelde überführt, die in der Zeit des Nationalsozialismus hingerichtet worden waren. Die Mehrzahl dieser Personen war im Zuchthaus Brandenburg-Görden enthauptet und im Krematorium Brandenburg verbrannt worden. Auf dem Zentralfriedhof fanden ihre sterblichen Überreste im Urnensammelgrab an der Großen Gedenktafel der Gedenkstätte der Sozialisten ihren endgültigen Platz. Sie erhielten auf diese Weise eine würdige Grabstätte und einen Gedenkort. Unter den hier bestatteten Persönlichkeiten sind u. a. Gustav Basse, Wilhelm Böse, Siegfried Forstreuter, Hugo Härtig, Paul Hegenbart, Ernst Knaack, Alfred Kowalke, Erich Krause, Hans Krüger, Georg Lehnig, Karl Lüdtke, Arthur Magnor, Michael Niederkirchner, Erwin Nöldner, Johann Pierschke, Heinrich Preuß, Wilhelm Rietze, Kurt Rosenfeld, Frieda Rosenthal, Fritz Saar, Fritz Siedentopf, Arthur Sodtke, Herbert Splanemann, Hermann Stickelmann, Walter Stoecker, Stanislaus Szczygielski, Ferdinand Thomas, Willi Tietze, Karl Vesper, Gustav Wegener und Hans Zoschke.

## Gräberanlage Pergolenweg
- Siehe die Liste der Urnengräber in der Gräberanlage Pergolenweg (Nrn. 106–444)

Außerhalb der eigentlichen Gedenkstätte der Sozialisten befindet sich die damit eng verbundene Grabanlage Pergolenweg. Diese beginnt links von der Gedenkstätte unmittelbar hinter der Ringmauer und erstreckt sich auf der östlichen Seite des Friedhofs in Richtung Feierhalle. Sie hat ihren Namen von einem in diesem Bereich verlaufenden und einst „Pergolaweg“ genannten Verbindungsweg.

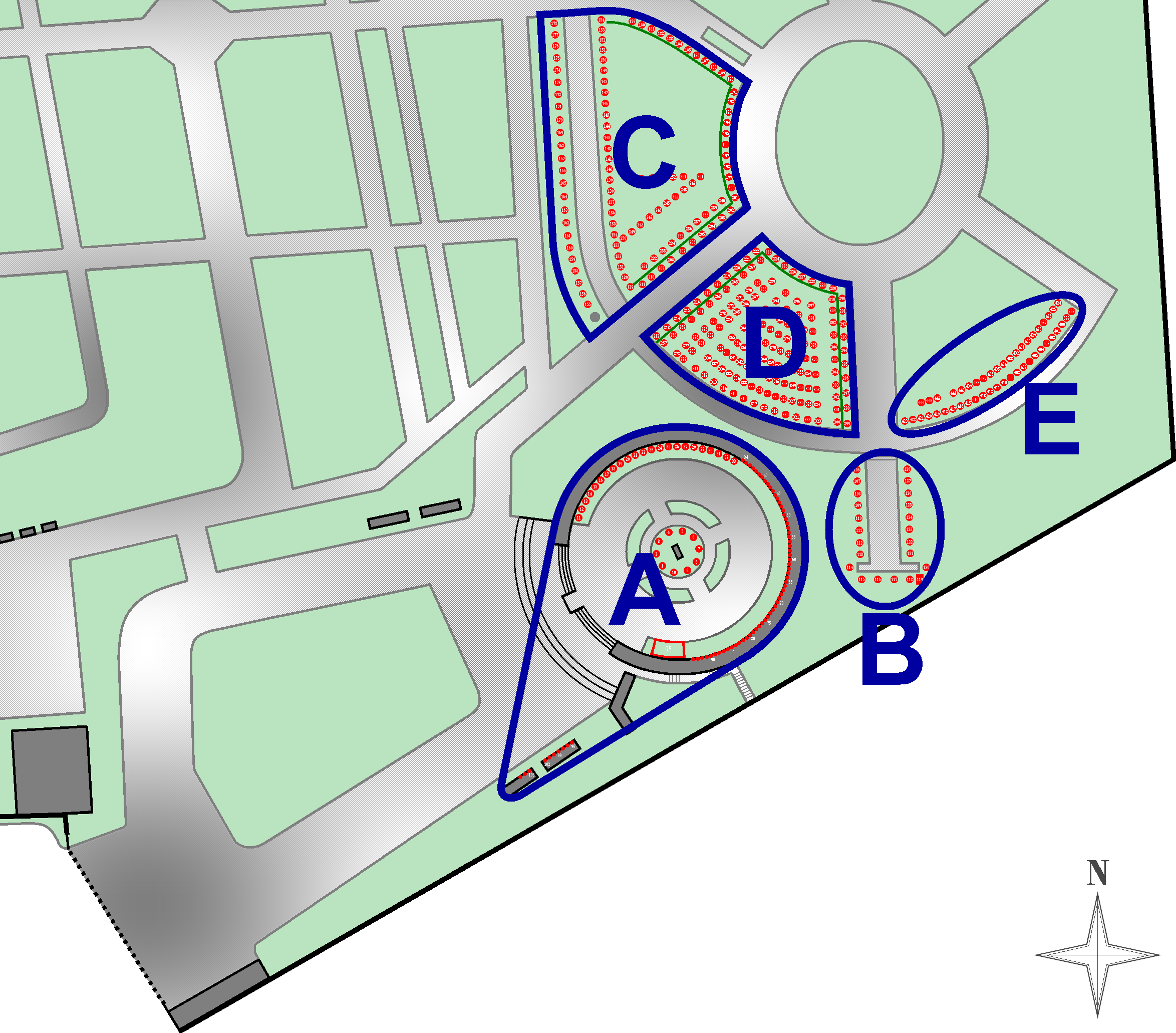
Teilbereiche der Gedenkstätte der Sozialisten (A) und der Gräberanlage Pergolenweg (B–E)

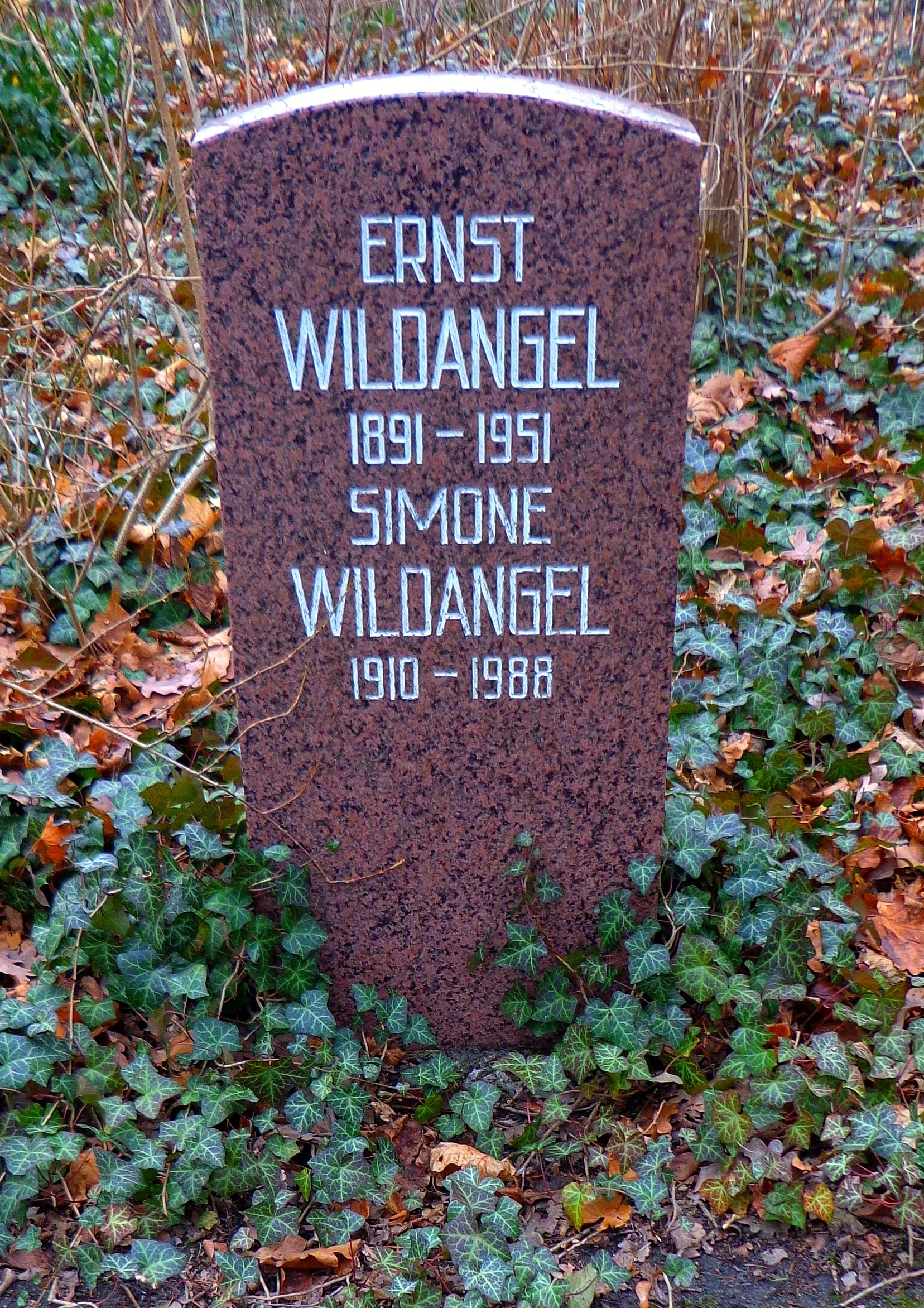
Grabstätte von Ernst Wildangel

Schon bald nach Fertigstellung der Gedenkstätte der Sozialisten 1951 wurde die SED-Führung mit den ersten Anträgen auf Bestattung dort konfrontiert, die von Behörden oder Interessenvertretungen eingereicht wurden. Das betraf beispielsweise den 1951 verstorbenen Ernst Wildangel. Die Parteiführung lehnte es ab, ihn in der Gedenkstätte selbst zu bestatten, wollte ihn aber dennoch für seine Verdienste in der Bildungspolitik ehren. Wildangels Urne wurde im Januar 1952 in einem Erdgrab hinter der Ringmauer östlich der Gedenkstätte beigesetzt, worauf dort weitere Bestattungen folgten (Bereich B). Nachdem dort Ende 1957 alle Grabstellen belegt waren, wurden weitere Ehrengräber bis 1967 entlang des Pergolenweges angelegt (Bereich C). 1962 fasste das Politbüro der SED den Beschluss, den an die Gedenkstätte angrenzenden Bereich zu einem Ehrenhain auszubauen. Die Architekten Graffunder und Kuhrt wurden beauftragt, dafür Vorschläge zu erstellen. Aus Kostengründen verwarf das Politbüro aber die Vorschläge ein Jahr später. In den Jahren 1967 und 1968 wurden erste Ehrengräber entlang der Wege nördlich der Gedenkstätte angelegt (Bereich D), von 1968 bis 1972 wieder auf Flächen im Bereich C. Im Areal nördlich und nordöstlich der Gedenkstätte (Bereiche D und E) existierten bis dahin noch zahlreiche ältere private Grabstätten aus der Zeit vor Gründung der DDR. Um Platz für weitere Ehrenbestattungen zu schaffen, wurden diese Gräber auf Beschluss der SED in mehreren Etappen geöffnet und die Leichen ohne Rücksprache mit den Angehörigen verlegt. Selbst der Grabstein des als Helden gefeierten Volkspolizisten Helmut Just wurde entfernt. Die solcherart geräumten Flächen wurden in die Gräberanlage Pergolenweg einbezogen und schrittweise mit Ehrengräbern belegt. Von 1972 bis 1983 erfolgten die Ehrenbestattungen im Bereich D der Gräberanlage und danach im angrenzenden Bereich E, wo neue Grabstellen noch bis zur Wende 1989 vergeben wurden.
Die Beisetzung in den verschiedenen Abteilungen der Gräberanlage Pergolenweg erfolgte ebenfalls in Urnen (maximal vier pro Grab), doch konnten – im Unterschied zur Gedenkstätte – auch Ehepartner und nahe Verwandte der auf SED-Beschluss mit einem Ehrengrab geehrten Persönlichkeiten hier ihre letzte Ruhestätte finden. Am Pergolenweg sind die Ehefrauen zahlreicher prominenter Persönlichkeiten der DDR beigesetzt, deren Urnen sich in der Ringmauer der Gedenkstätte befinden. Seit der Wende 1989 werden in der Gedenkstätte der Sozialisten und in der Gräberanlage Pergolenweg keine neuen Nutzungsrechte mehr vergeben, jedoch können in den bereits bestehenden Grabstellen am Pergolenweg weiterhin die Urnen naher Angehöriger beigesetzt werden. Die existierenden Grabstellen haben Bestandsschutz. 1992 wurde die Urne von Zenzl Mühsam in das Grab ihres Mannes Erich Mühsam auf den Waldfriedhof Dahlem überführt, ihr Grabstein verblieb am Pergolenweg. Im Frühjahr 2008 kehrte der seinerzeit zwecks Einrichtung von Bereich E der Gräberanlage Pergolenweg versetzte Grabstein des Volkspolizisten Helmut Just an seinen ursprünglichen Standort zurück und markiert nun wieder seine tatsächliche Ruhestätte.
Gemäß einer 2021 vor Ort durchgeführten Katalogisierung umfasst die Gräberanlage Pergolenweg insgesamt 338 Grabstellen mit über 500 Toten, darunter sind (in alphabetischer Reihenfolge):
- Alfred Adolph
- Ernst Altenkirch
- Margot Altenkirch
- Fritz Apelt
- Bruno Apitz
- Ludwig Arnold
- Otto Auerswald
- Adolf Baier
- Willi Barth
- Karl Bathke
- Bruno Beater
- Walter Beling
- Hilde Benjamin
- Michael Benjamin
- Fritz Beyling
- Wilhelm Bick
- Paul Blechschmidt
- Siegfried Böhm
- Gustav Borrmann
- Jakob Boulanger
- Horst Brasch
- Otto Braun
- Walter Breitfeld
- Walter Buchheim
- Hermann Budzislawski
- Max Burghardt
- Max Christiansen-Clausen
- Martha Chwalek
- Roman Chwalek
- Käthe Dahlem
- Robert Dahlem
- Emmy Damerius-Koenen
- Philipp Daub
- Franz Demuth
- Adolf Deter
- Charles Dewey
- Karl Dienstbach
- Rudolf Dölling
- Heinrich Dollwetzel
- Artur Dorf
- Peter Edel
- Werner Eggerath
- Luise Eildermann
- Wilhelm Eildermann
- Werner Fleißner
- Heinrich Fomferra
- Max Frenzel
- Klaus Fuchs
- Carl Fugger
- Bruno Fuhrmann
- Karl Gaile
- Paul Geisler
- Fritz Geißler
- Fritz Geyer
- Richard Gladewitz
- Erich Glückauf
- Rudi Goguel
- Franz Gold
- Kurt Goldstein
- Otto Gotsche
- Gottfried Grünberg
- Joseph Gutsche
- Richard Gyptner
- Walter Hähnel
- Karl Hagemann
- Josef Hegen
- Adolf Hennecke
- Paul Hentschel
- Kurt Herholz
- Stefan Heymann
- Ernst Hoffmann
- Otto Holz
- Marta Husemann
- Horst Jonas
- Erich Jungmann
- Siegbert Kahn
- Bruno Kaiser
- August Karsten
- Peter Kast
- Friedrich Karl Kaul
- Gerhard Kegel
- Grete Keilson
- Willy Kerff
- Georg Klaus
- Karl Kneschke
- Fritz Knittel
- Hans Koch
- Fritz Köhn
- Michael Kohl
- Günter Kohrt
- Erwin Kramer
- Fritz Kroh
- Greta Kuckhoff
- Otto Kühne
- Hermann Landwehr
- Ernst Lange
- Berta Lask
- Rudolf Leonhard
- Robert Liebknecht
- Rudolf Lindau
- Hans Marchwitza
- Wilhelm Mayer
- Paul Merker
- Willi Meurer
- Alfred Meusel
- Zenzl Mühsam
- Ewald Munschke
- Robert Naumann
- Peter Nelken
- Peter Nell
- Hilde Neumann
- Max Nierich
- Karl Oltersdorf
- Max Opitz
- Emil Otto
- Helene Overlach
- Paul Peschke
- Bruno Peters
- Arthur Pieck
- Karl Polak
- Vinzent Porombka
- Maria Rentmeister
- Fritz Rettmann
- Gustav Röbelen
- Rubin Rosenfeld
- Anton Ruh
- Willy Rumpf
- Thea Saefkow
- Willy Sägebrecht
- Willi Sänger
- Hanna Sandtner
- Fritz Schälike
- Richard Schallock
- Hans Schaul
- Dora Schaul
- Franz Scheffel
- Elli Schmidt
- Waldemar Schmidt
- Max Schneider
- Alfred Scholz
- Hans Schrecker
- Albert Schreiner
- Josef Schütz
- Karl Schulz
- Hans Seigewasser
- Robert Siewert
- Rudolf Singer
- Paul Sonnenburg
- Max Spangenberg
- Fritz Sperling
- Georg Spielmann
- Richard Stahlmann
- Richard Staimer
- Josef Steidl
- Peter Alfons Steiniger
- Gerda Stern
- Victor Stern
- Wolf Stern
- Georg Stibi
- Anna Stoecker
- Kurt Stoph
- Gustav Szinda
- Günther Tenner
- Hans Teubner
- Irma Thälmann
- Rudolf Thunig
- Michael Tschesno-Hell
- Milda Voß
- Kurt Wagner
- Jacob Walcher
- Hertha Walcher
- Otto Walter
- Paul Walter
- Jakob Weber
- Bernd Weinberger
- Gerhard Weiss
- Maria Weiterer
- Richard Wenzel
- Ernst Wildangel
- Karl Wloch
- Antonie Wohlgemuth
- Konrad Wolf
- Markus Wolf
- Ernst Wollweber
- Maxim Zetkin
- Gerhart Ziller

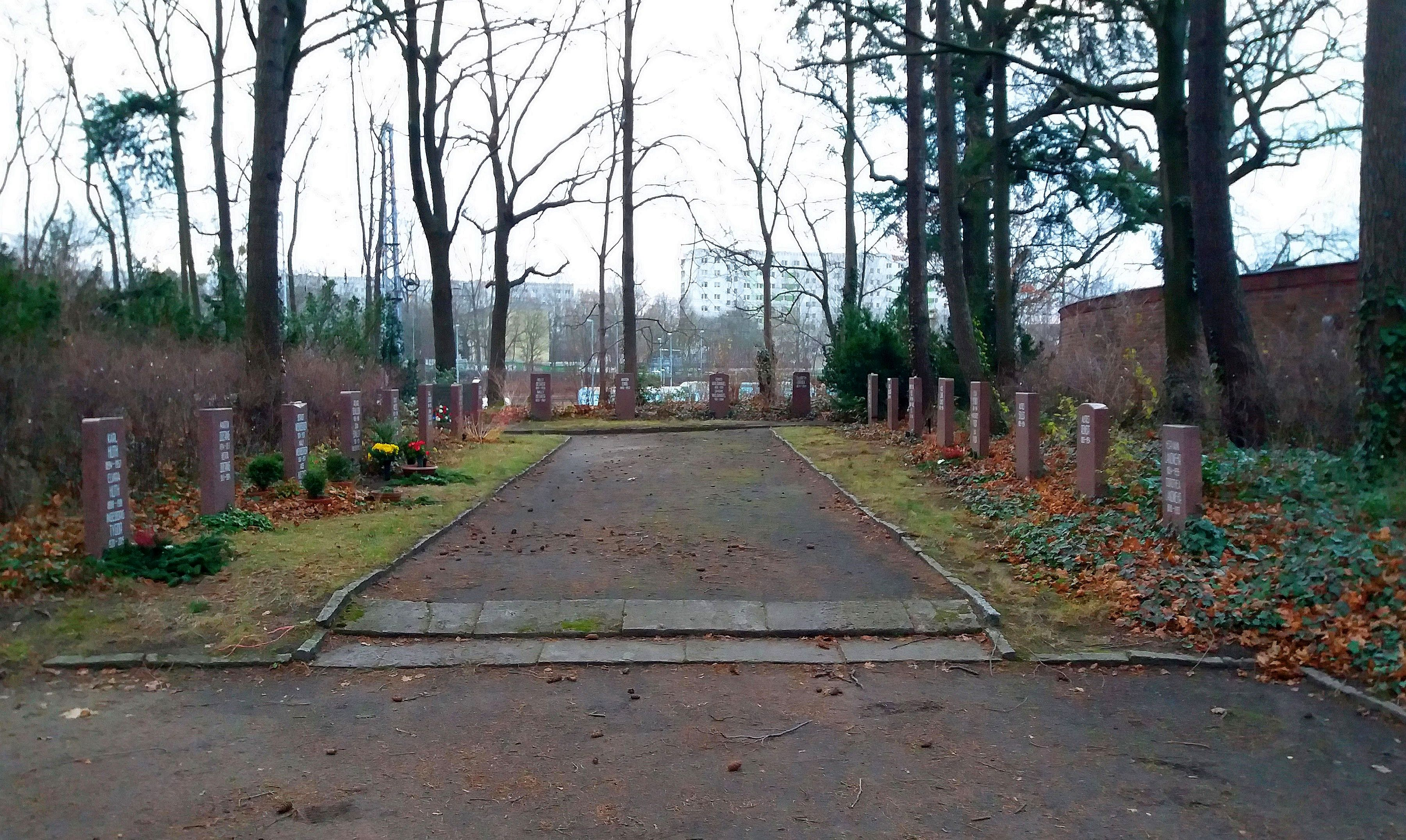
Gräberanlage Pergolenweg, Ehrengräber in Bereich B
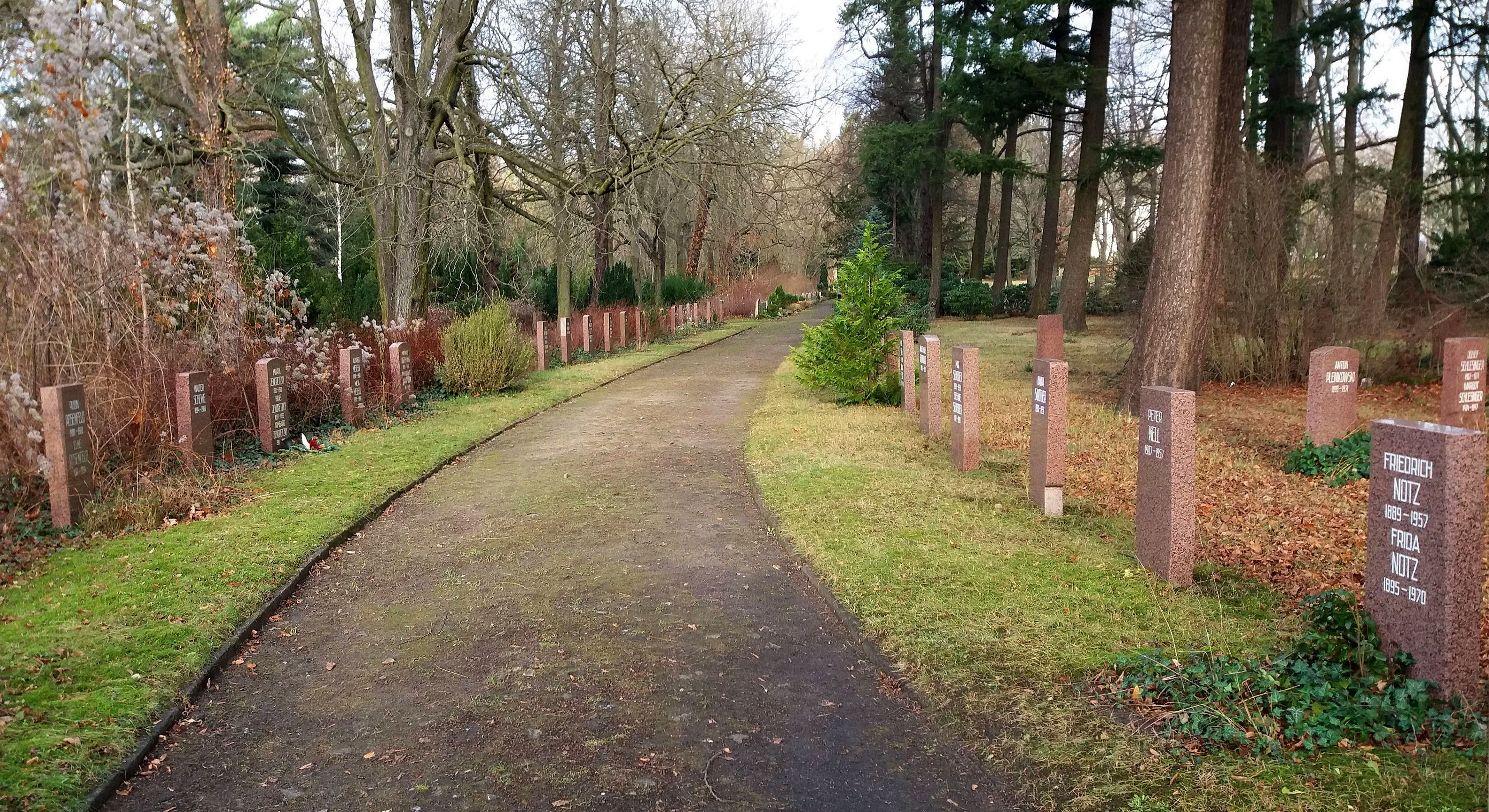
Gräberanlage Pergolenweg, Ehrengräber in Bereich C
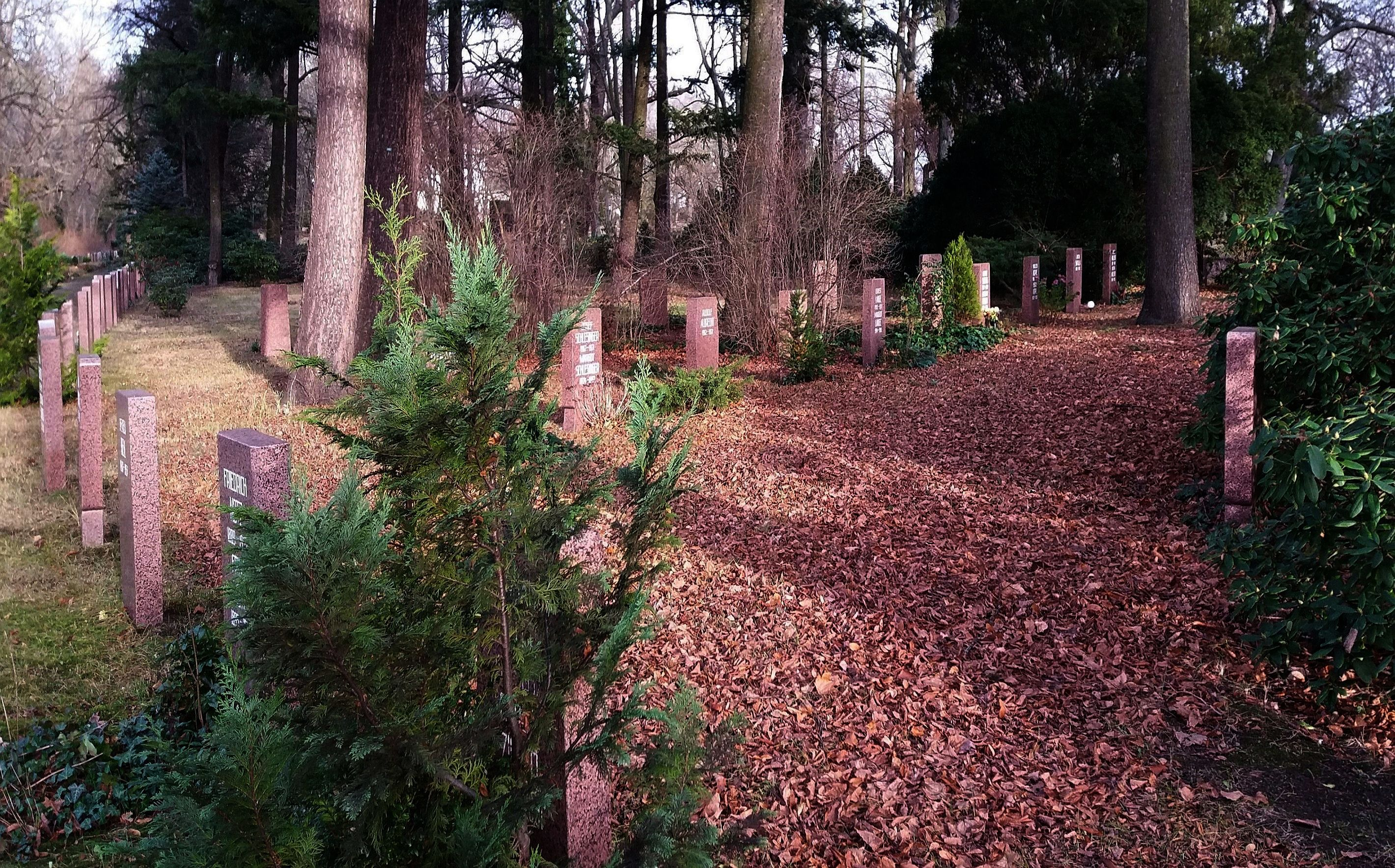
Gräberanlage Pergolenweg, Ehrengräber in Bereich C
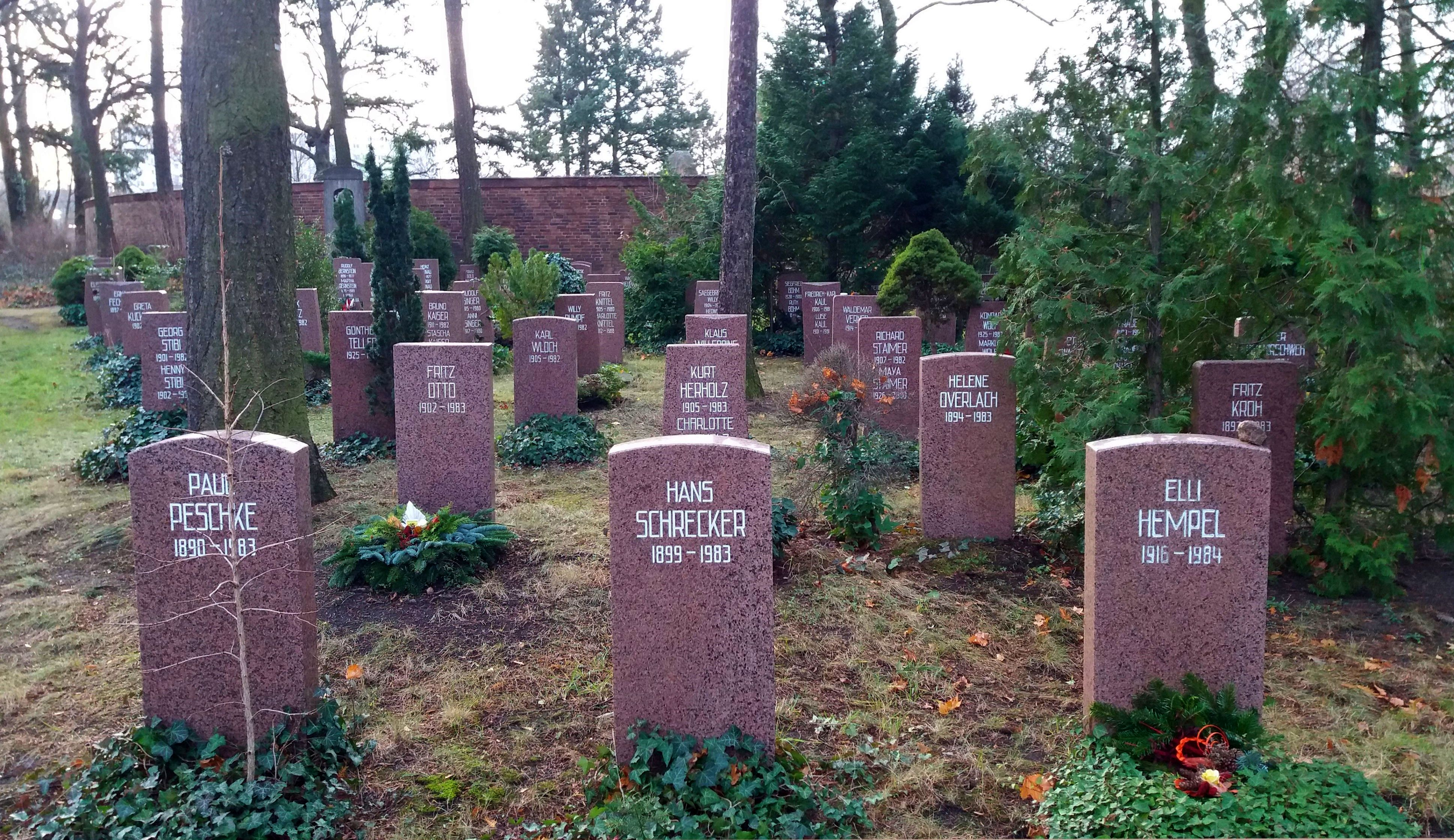
Gräberanlage Pergolenweg, Ehrengräber in Bereich D
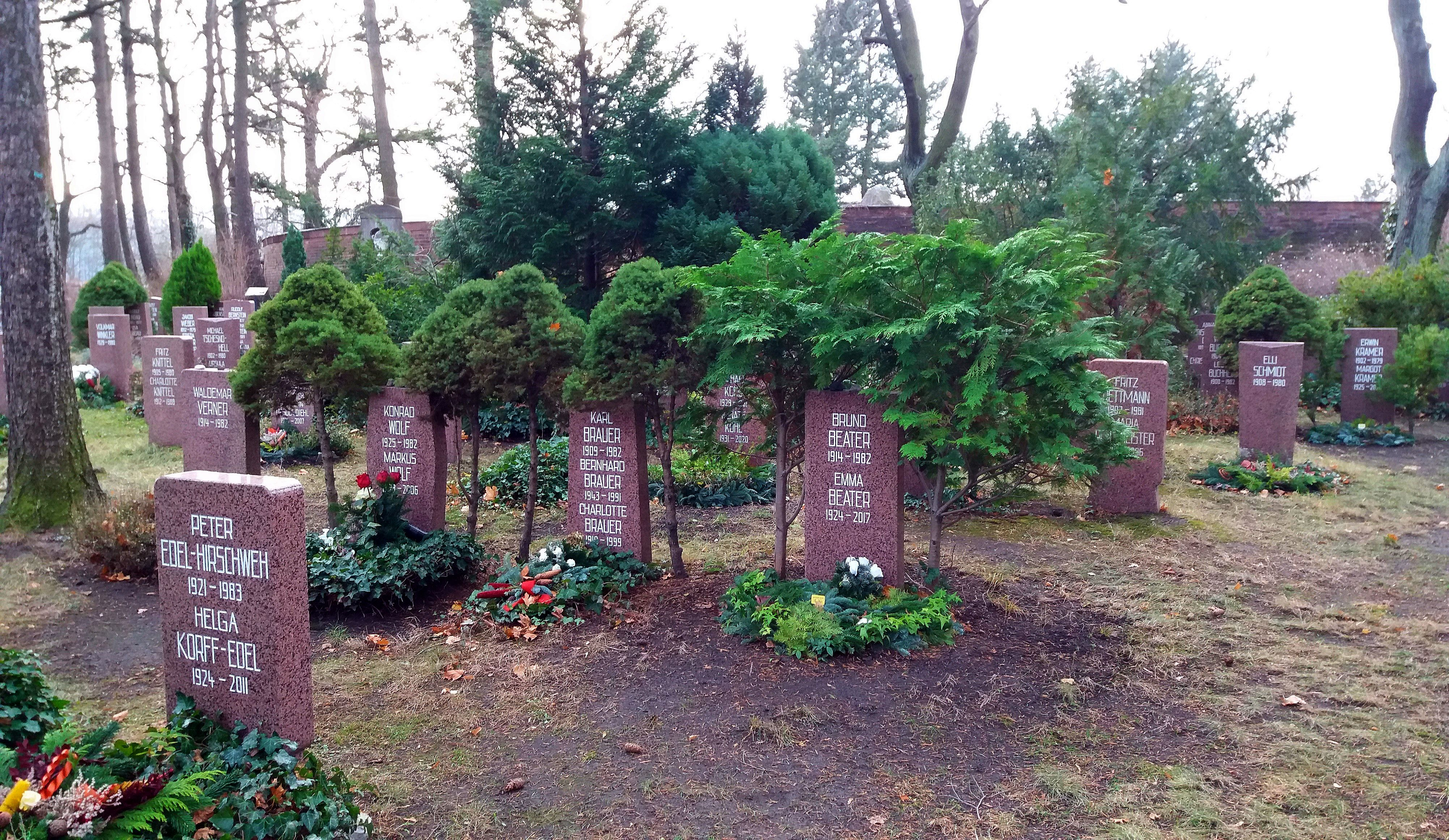
Gräberanlage Pergolenweg, Ehrengräber in Bereich D
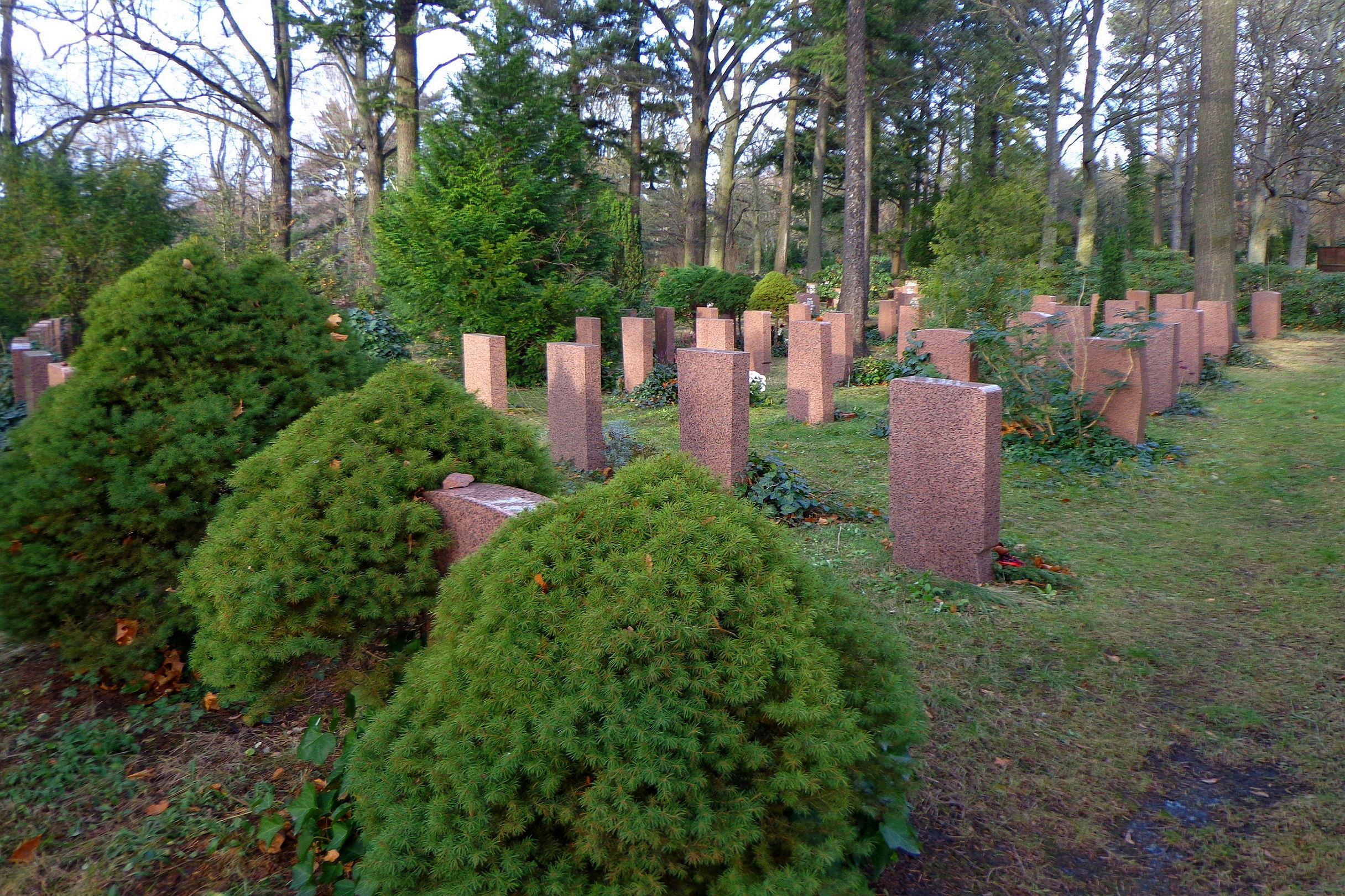
Gräberanlage Pergolenweg, Ehrengräber in Bereich D
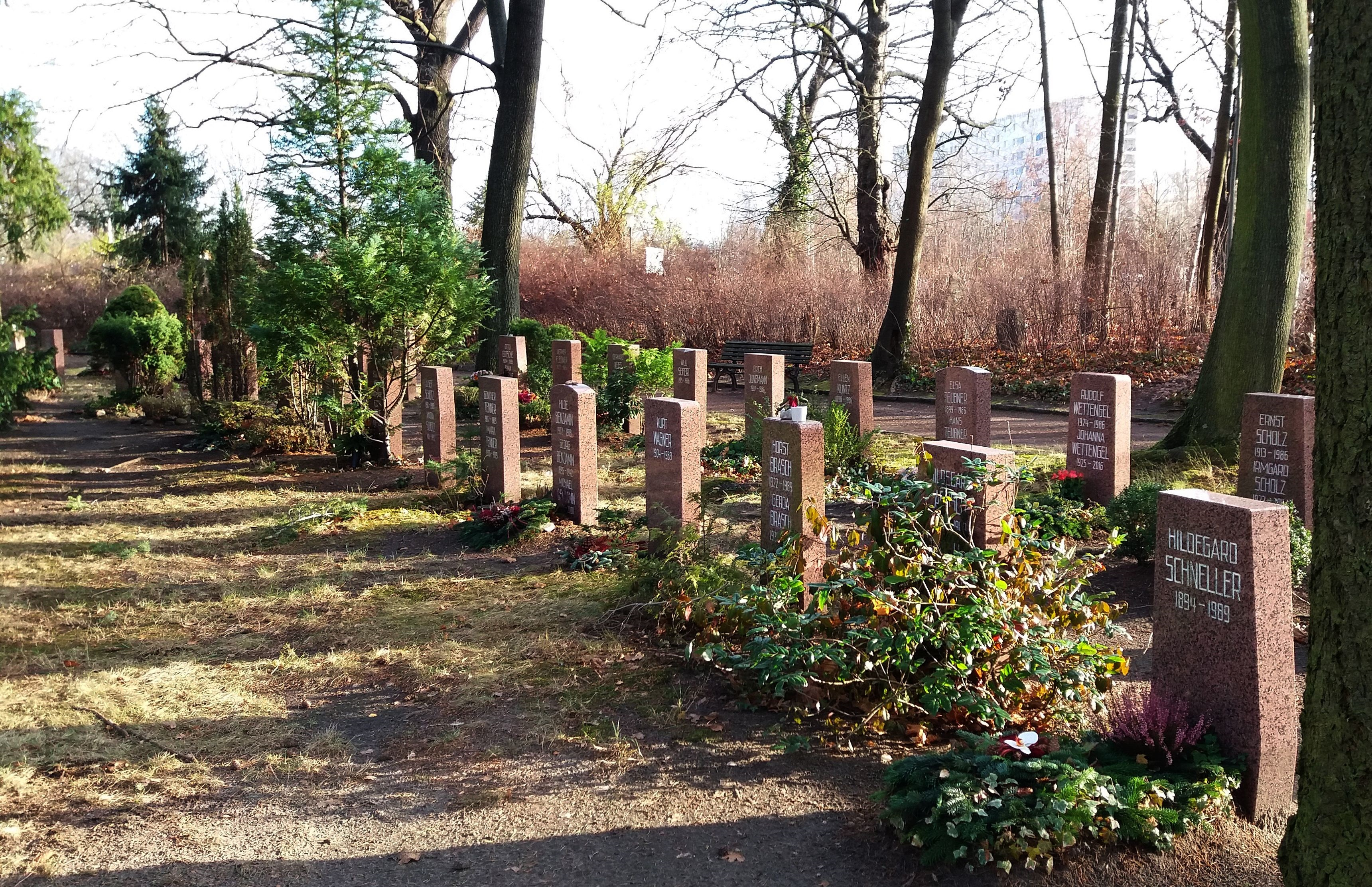
Gräberanlage Pergolenweg, Ehrengräber in Bereich E
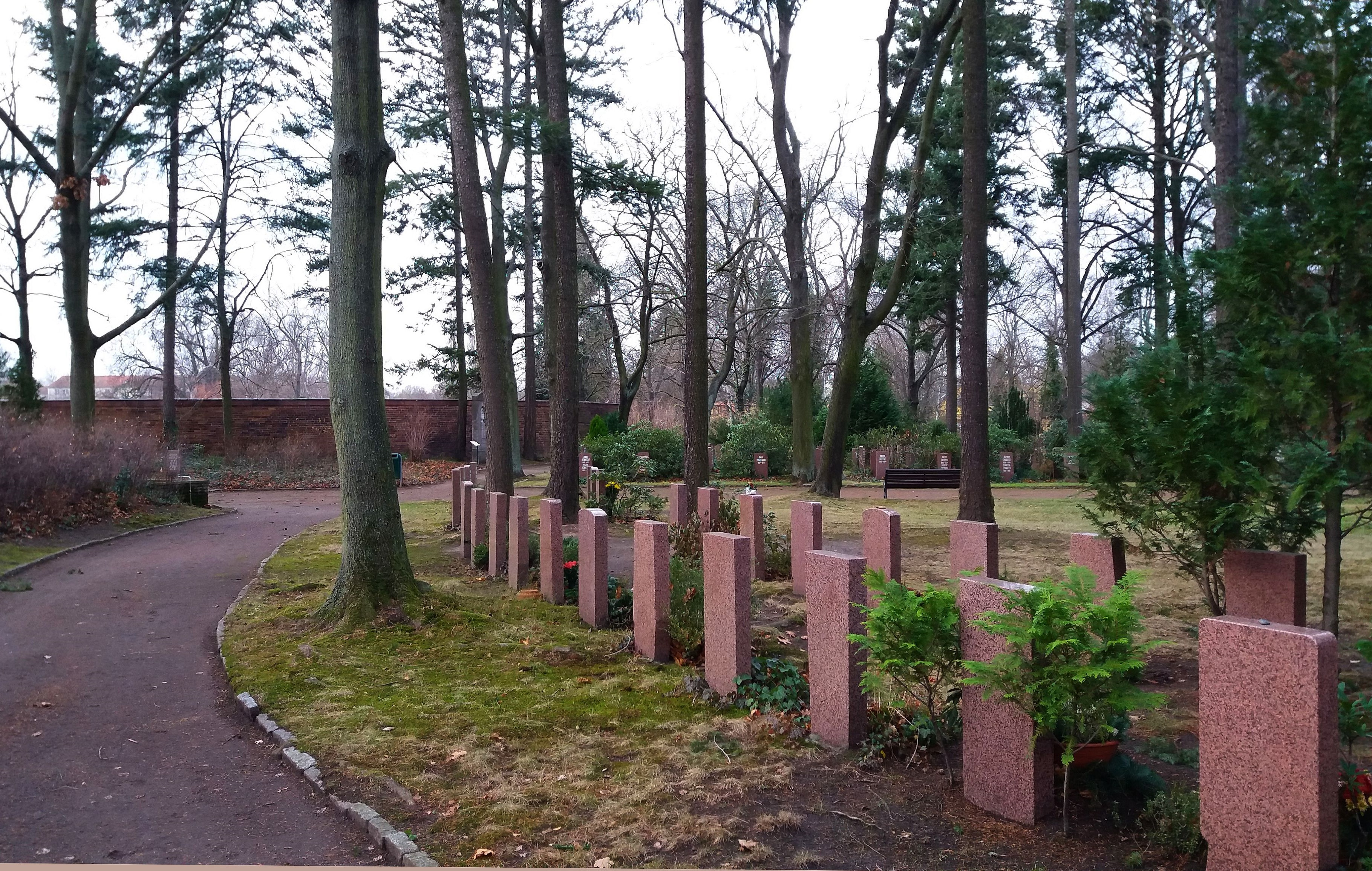
Gräberanlage Pergolenweg, Ehrengräber in Bereich E
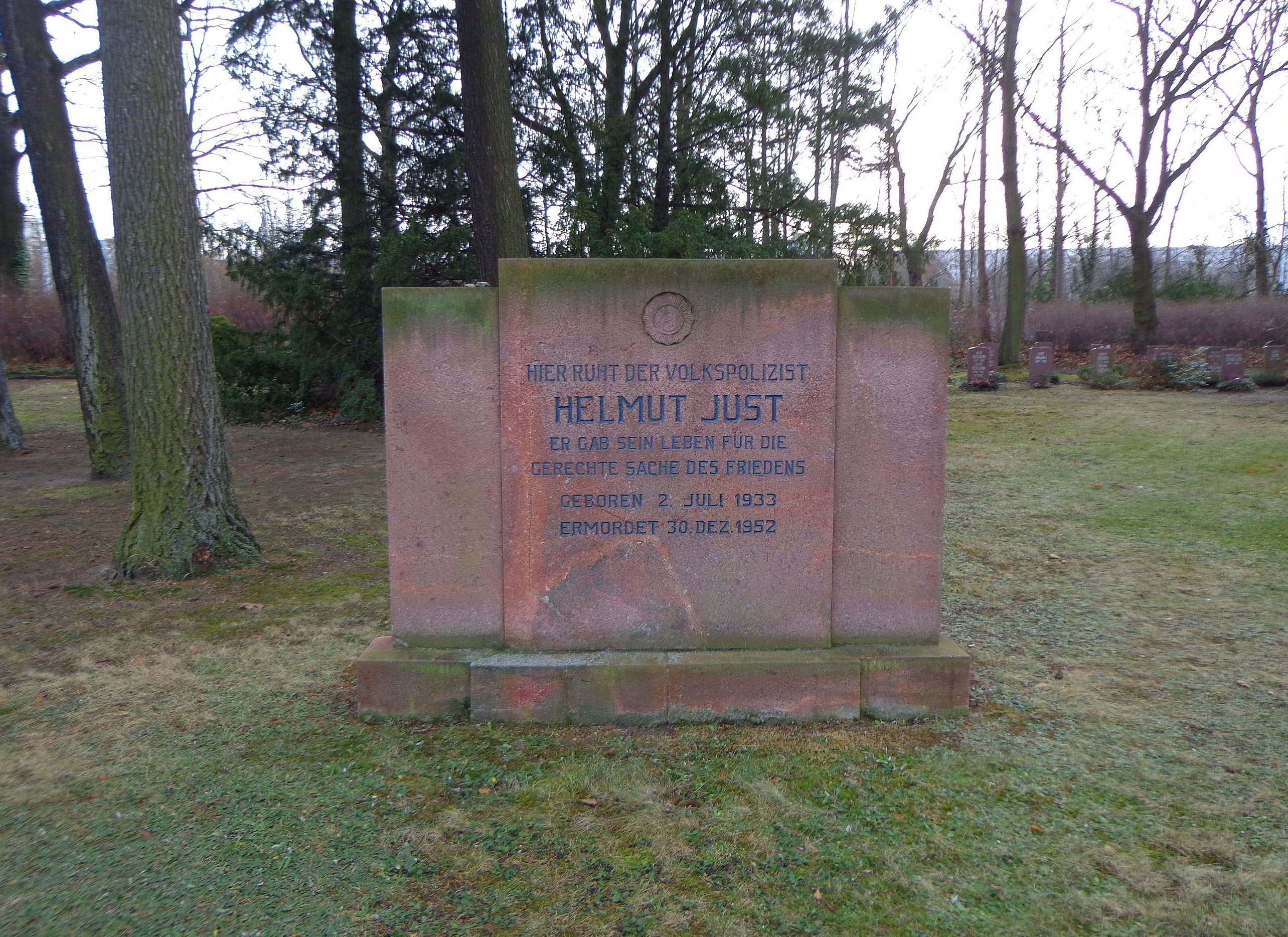
Grabstein von Helmut Just: 1953 errichtet, zur Schaffung von Bereich E entfernt, seit 2008 wieder am alten Standort
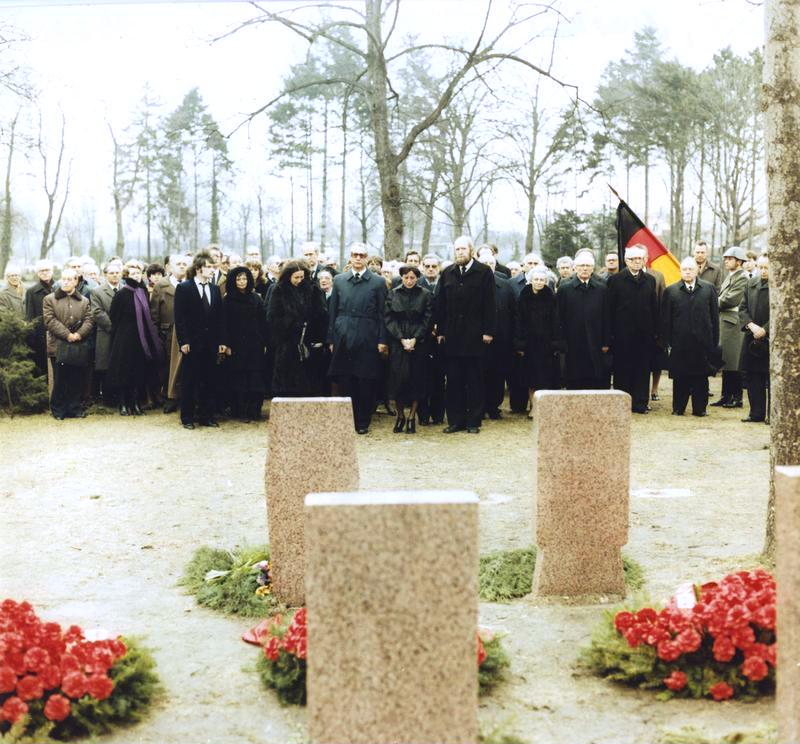
Staatsbegräbnis von Konrad Wolf in der Gräberanlage Pergolenweg (1982)

Die meisten der am Pergolenweg bestatteten Personen nahmen aktiv am Widerstand gegen die Nazi-Diktatur und den Krieg teil, in Illegalität und Gefängnissen, in vielen Emigrationsländern wie auch in Streitkräften der Anti-Hitler-Koalition. Sie gehörten zur SPD, KPD, KPO, zur SAPD und anderen politischen Strömungen und Gruppierungen. Sie kamen aus verschiedenen Berufen und Bevölkerungsgruppen, unter ihnen waren Parlamentarier, Gewerkschafter, Wissenschaftler, Journalisten und Künstler. Nicht wenige von ihnen erlitten stalinistische Repressionen in der Sowjetunion oder wurden in den 1950er-Jahren als DDR-Bürger durch die SED diskriminiert. Gegen zahlreiche der später am Pergolenweg oder in der Ringmauer der Gedenkstätte der Sozialisten bestattete Personen führte etwa die zentrale Parteikontrollkommission der SED Disziplinarverfahren durch, so z. B. gegen Alexander Abusch, Anton Ackermann, Edith Baumann, Walter Beling, Philipp Daub, Franz Dahlem, Max Fechner, Bruno Fuhrmann, Hans Jendretzky, Erich Jungmann, Paul Merker, Robert Siewert, Fritz Sperling, Georg Stibi, Hans Schrecker, Hans Teubner, Jacob Walcher, Maria Weiterer und andere. Beigesetzt sind am Pergolenweg auch weitere Führungspersönlichkeiten der DDR, darunter einige bekannt gewordene Offiziere der Staatssicherheit.
Nicht zur Anlage Pergolenweg gehören die daran anschließenden Gräberfelder für anonyme Bestattungen (Urnengemeinschaftsanlagen Nrn. 1, 2, 4), wo u. a. die Urnen von Joachim Hoffmann und Erich Mielke beigesetzt wurden.